# Möckern (Leipzig)

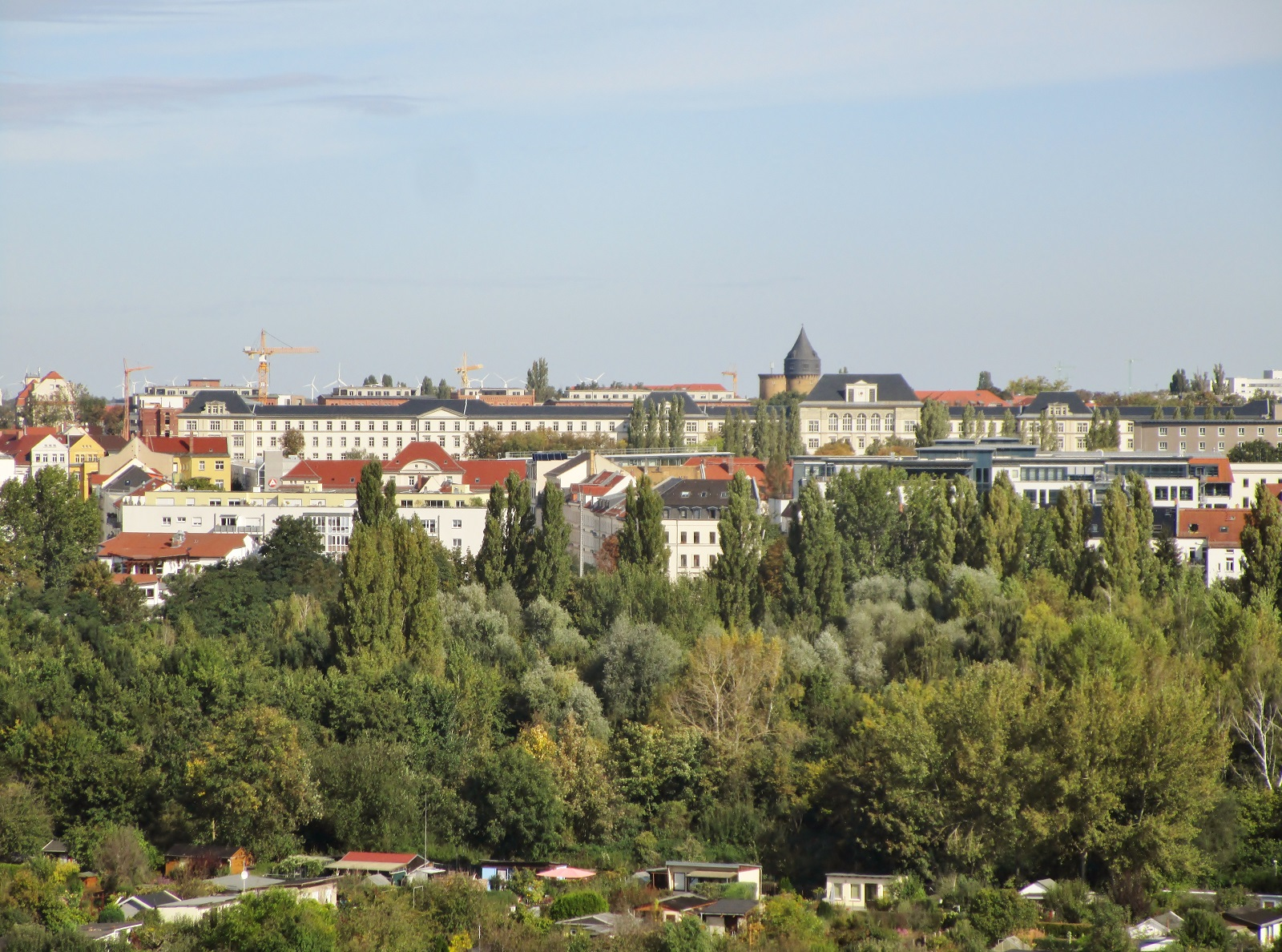
Blick auf Möckern

Möckern ist ein Stadtteil und zugleich Ortsteil im Stadtbezirk Nordwest von Leipzig.

## Lage
Möckern grenzt im Osten an Gohlis, im Norden an Lindenthal, im Westen an Wahren. Im Süden liegt die Auenlandschaft der Weißen Elster, der Luppe und der Nahle. Dazwischen ist ein deutlicher Höhensprung auszumachen. Möckern gehört „der Perlenschnur kleiner Altsiedlungen an, die am Terrassenrand des Elsterlaufs von Leipzig bis zur Mündung (der Elster) in etwa 750 Metern Abstand aufgereiht liegen (27 Ortschaften auf 20 Kilometern).“ Auf dem Plan von Leipzig mit seinen Vorstädten von 1808 sind in dieser Perlenschnur von Leipzig aus der Reihe nach Gohlis, Möckern, Wahren, Stahmeln, Lützschena, Quesitz und Hänichen zu erkennen, bevor der Plan endet.

## Geschichte

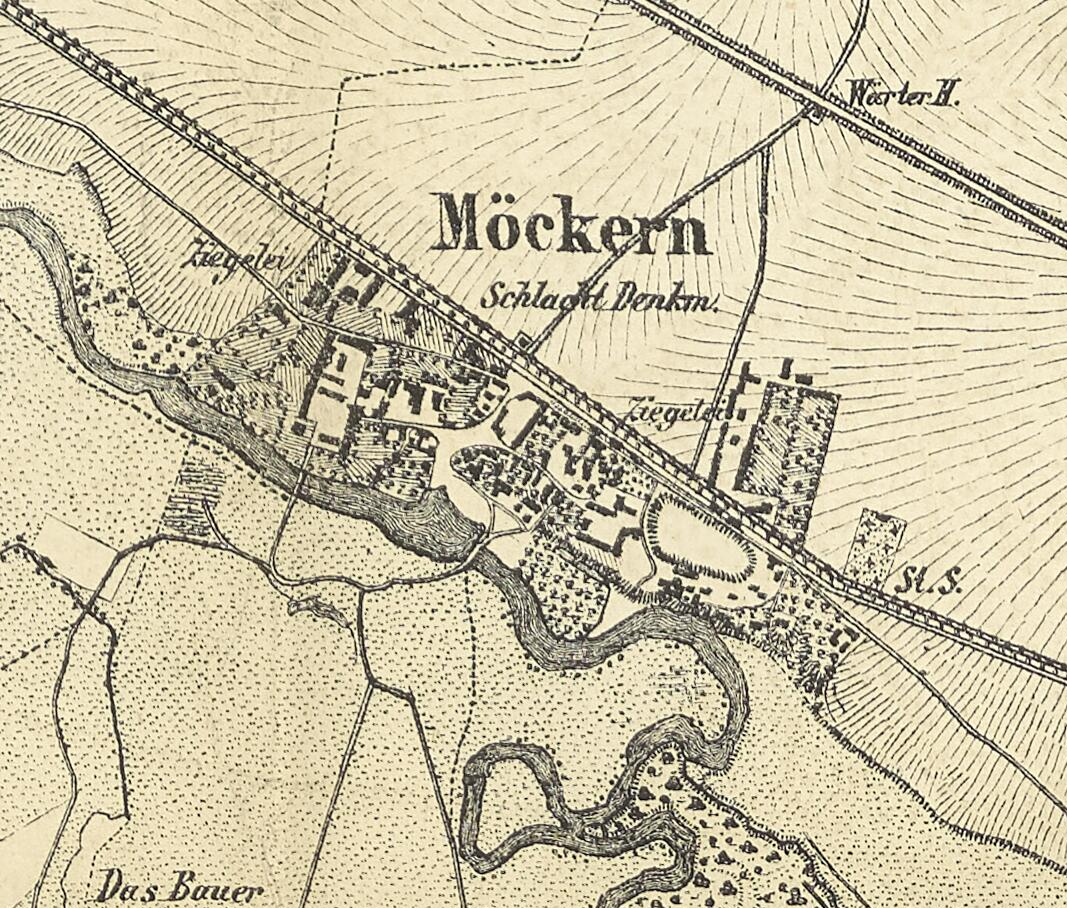
Möckern auf einer Karte von 1863

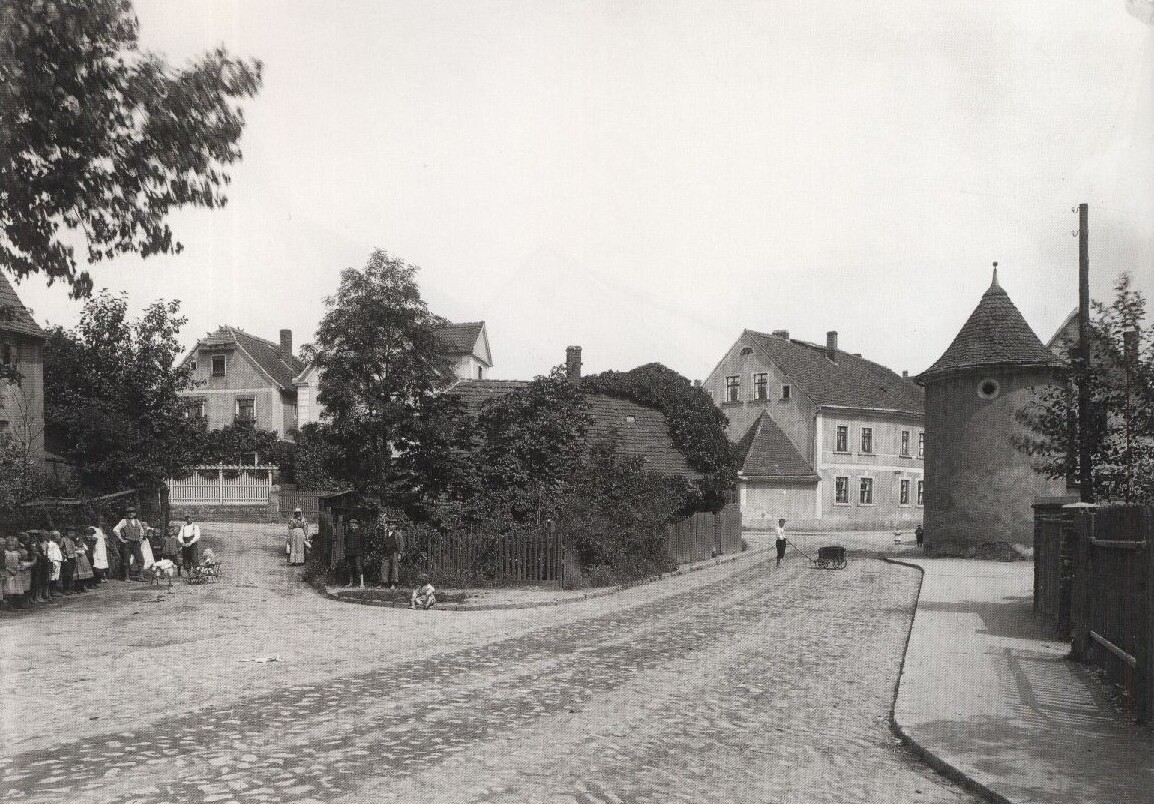
Alte Dorflage von Möckern um 1900 (mit Gefängnisturm)

- Der Name Möckern ist wahrscheinlich von Mokrina für „Siedlung im feuchten, nassen Gelände“ (altsorbisch von „mokry“ für nass, feucht) abgeleitet.[3]
- Hier siedelten Sorben möglicherweise seit dem 7./8. Jahrhundert an einer Furt über die Elster (in Höhe der heutigen Wettiner Brücke) in einem Sackgassendorf (Sackgasse östlich der heutigen Slevogtstraße).
- Nach 1136 wurde der Ort durch Zusiedlung deutscher Bauern zum Doppelsackgassendorf.
- 1355: erste urkundliche Erwähnung[4] des Ortsnamens „mokeren“ in einem sogenannten Beteverzeichnis (Steuerliste) der Ämter Leipzig und Naunhof
- 1637: Im Dreißigjährigen Krieg wird Möckern von schwedischen Soldaten in Brand gesteckt.
- 1640: Erneute Heimsuchung durch schwedische Truppen. Die Bewohner flüchten.
- 1668/69: Der Sattelhof brennt ab und wird als Rittergut wieder aufgebaut.
- 1684: Möckern richtet eine eigene Schule mit einem eigenen Lehrer ein (bisher Schulbesuch in Eutritzsch).
- ab 1721: August der Starke lässt steinerne Postmeilensäulen setzen. Vor dem Dorf Möckern wird auf der Poststraße Leipzig-Halle (jetzige Kirschbergstraße) eine Halbmeilensäule errichtet.
- 1756 bis 1763: Im Siebenjährigen Krieg Besetzung durch preußische Truppen. Es mussten Kontributionen in erheblicher Höhe gezahlt werden.

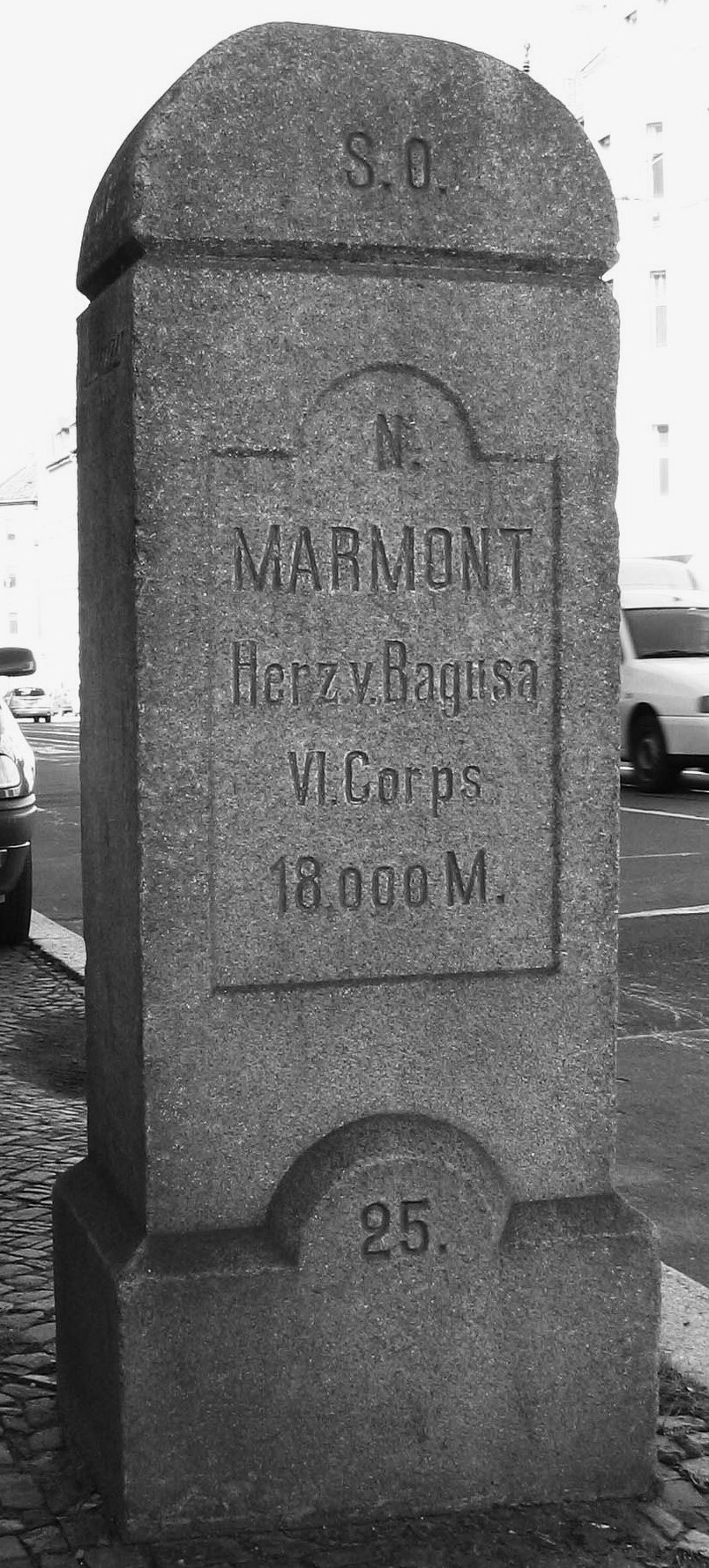
Ein Apelstein markiert die Stellung der Franzosen 1813

- 16. Oktober 1813: In und um Möckern liegt das nördliche Schlachtfeld der Völkerschlacht von Leipzig. Die Preußen unter Blücher können die Franzosen unter Marmont besiegen und das Dorf schließlich erstürmen. Die meisten Häuser Möckerns werden dabei zerstört oder stark beschädigt. Daran erinnern das Kugeldenkmal vor der Kirche sowie Straßennamen wie Blücherstraße und Yorckstraße.
- 1848: In der Reuningstraße (am Anger) gründen Rödiger & Quarch eine Rauchwarenzurichterei,[5] Vorläufer des späteren DDR-Betriebs VEB Edelpelz Schkeuditz. Später Eisfabrik (Lipsia-Eis?).
- 1850: Das Kugeldenkmal zur Erinnerung an die Völkerschlacht wird auf freiem Feld am Großwiederitzscher Weg vor Möckern aufgestellt.
- 1852: Der Leipziger Kaufmann August Thärigen erwirbt das Rittergut.
- 1852: Die Leipziger Ökonomische Sozietät unter Wilhelm Crusius begründet die erste landwirtschaftliche Versuchsanstalt in Deutschland an der Bucksdorffstraße. Erster Direktor war Prof. Emil von Wolff (1851 bis 1854).
- 1856: Möckern gehörte bis 1856 zum kursächsischen bzw. königlich-sächsischen Kreisamt Leipzig.[6] 1856 kam der Ort zum Gerichtsamt Leipzig II.
- 1858: Das Kugeldenkmal wird an der Hallischen Straße aufgestellt.
- 1861: Gründung des Möckernschen Turnvereins
- 1867: Bau der Bergbrauerei durch Eduard Rohland in der Braustraße (heutige Seelenbinderstraße). Ab dem 1. Januar 1918 war die Bergbrauerei im Besitz der Sternburgschen Brauerei.
- 1868: Die Freiwillige Feuerwehr Möckern wird gegründet.
- 1873: Errichtung des Gasthofs „Goldener Anker“ durch August Wehse
- 1875: Möckern gehört zur Amtshauptmannschaft Leipzig.[7]
- 1875: Umverlegung der Thüringer Eisenbahn. Der Einschnitt in den Kirschberg entsteht.
- 1878: An der Hallischen Straße wird das Hotel „Goldener Löwe“ errichtet.
- 1885: Neubau der Schule an der Renftstraße (jetzt Heisenberg-Gymnasium). Mehrfache Erweiterungen bis 1913.
- 1891: Möckern wird an die Leipziger Pferdebahn angeschlossen. Die Elektrifizierung erfolgt 1897.
- 1895: Erste Bestattung auf dem Möckernschen Friedhof. Er ist heute der kleinste kommunale Friedhof Leipzigs.

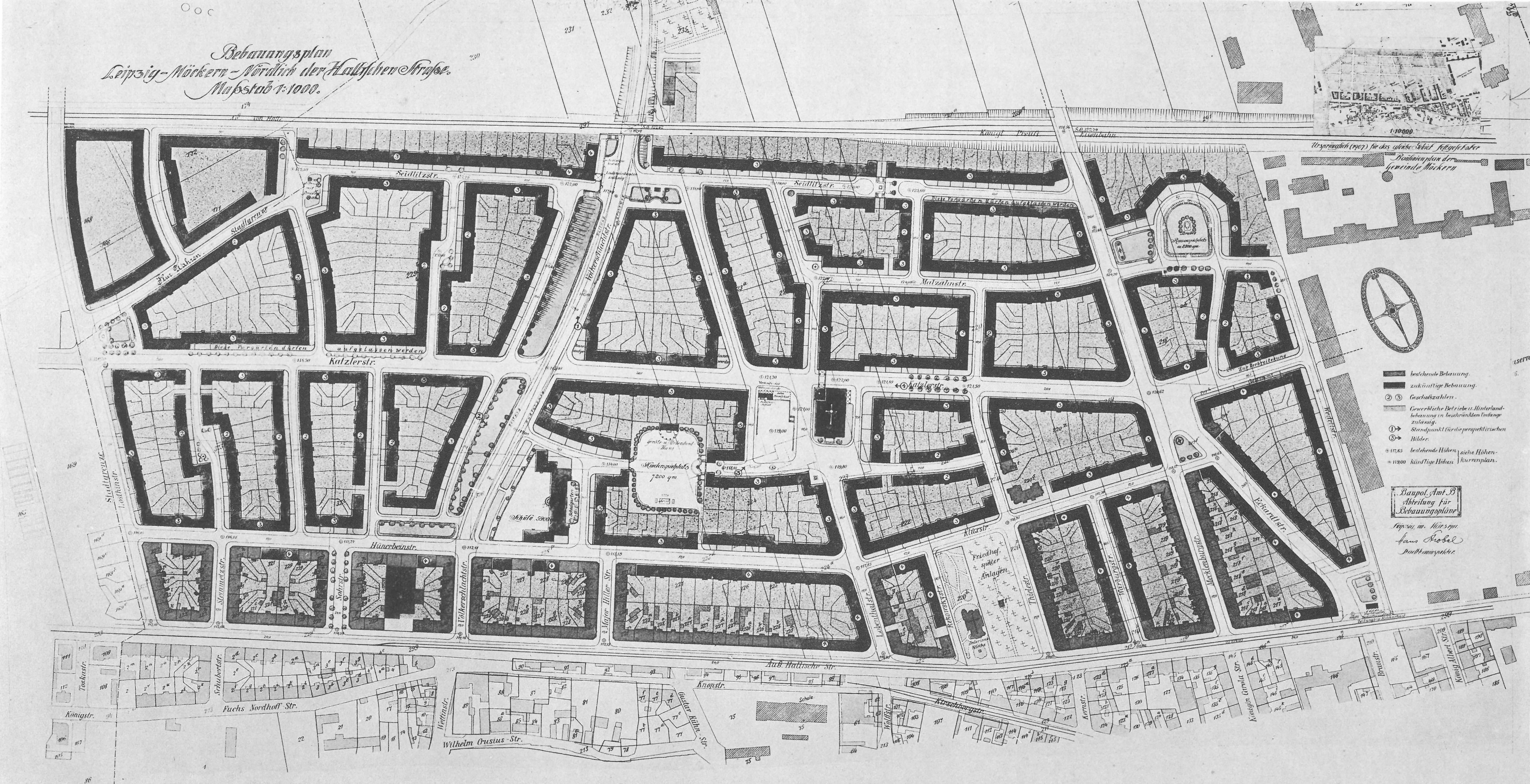
Bebauungsplan, trat nach der Eingemeindung nach Leipzig 1911 in Kraft

- 1885 bis 1902: Auf beiden Seiten der speziell dafür angelegten heutigen Olbrichtstraße, die genau auf der heutigen Gemarkungsgrenze zwischen Gohlis und Möckern verläuft, entstehen große Kasernenkomplexe.[8]
- 1. Juli 1907: Der Straßenbahnhof Möckern mit einer viergleisigen und 56 m langen Halle und Werkstattanbau geht nach ca. zweijähriger Bauzeit in Betrieb. Auf dem Gelände des Bahnhofs wird ein Wohnhaus für sieben Straßenbahnerfamilien errichtet.
- 1909: Der Straßenbahnhof bekommt eine weitere viergleisige, ca. 60 m lange Halle und ein Dienstgebäude.
- 1. Januar 1910: Die bis dahin selbstständige Gemeinde wird mit ihren damals ca. 15.500 Einwohnern nach Leipzig eingemeindet.[9]
- 1933–1935 Bau der „Sternsiedlung“
- 13.04.1945: Erschießung von 32 Hitlergegnern in der Kaserne an der heutigen Georg-Schumann-Straße durch ein Erschießungskommando der Wehrmacht, 6 Tage vor Einnahme der Kaserne durch amerikanische Truppen.[10]

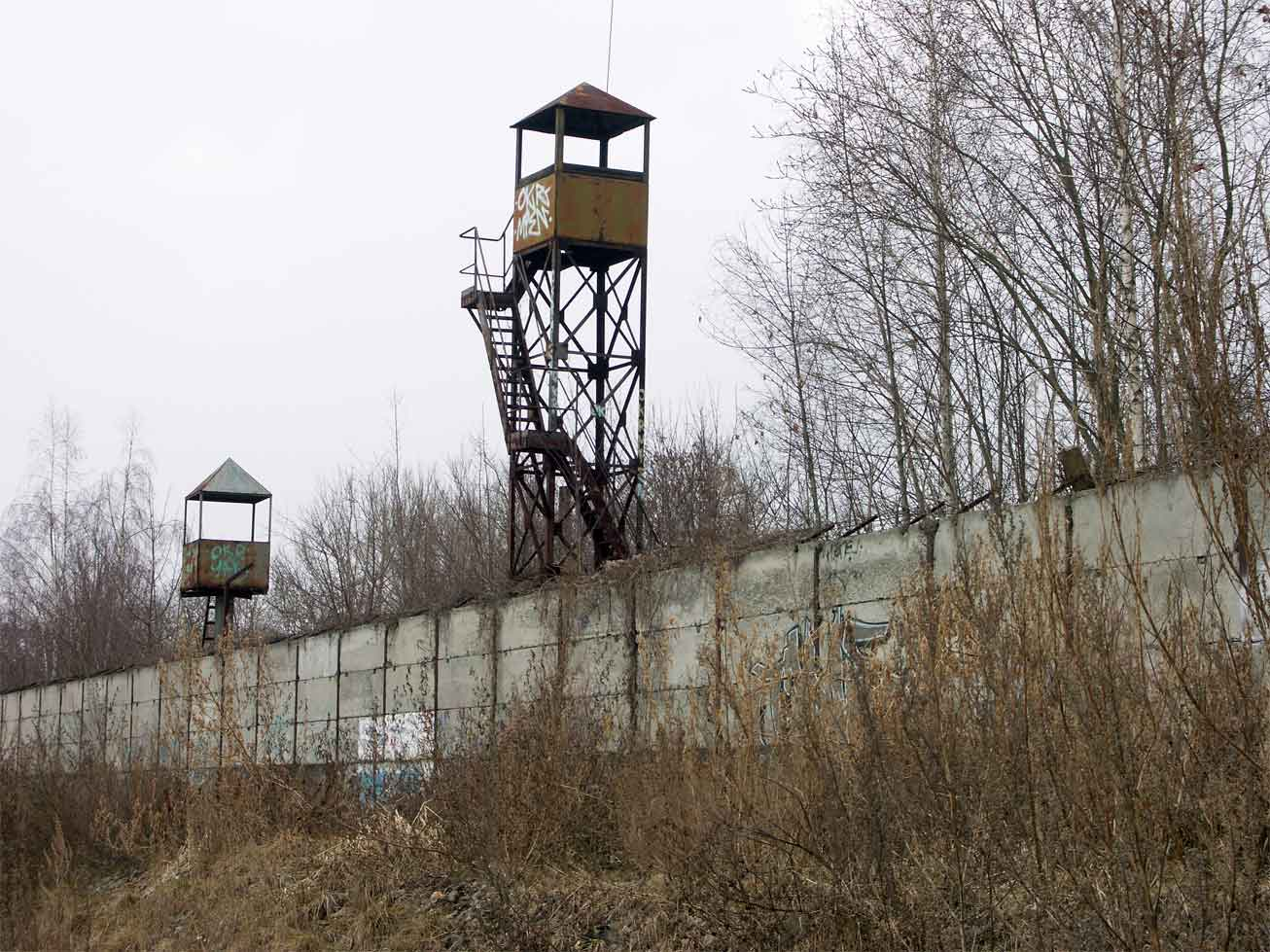
Mauer und Wachtürme der zuletzt sowjetischen Kaserne

- 1945–1992 nutzt die Sowjetarmee die westlich der Olbrichtstraße (also in Möckern gelegenen) Teile der Gohliser Kasernen.[11]

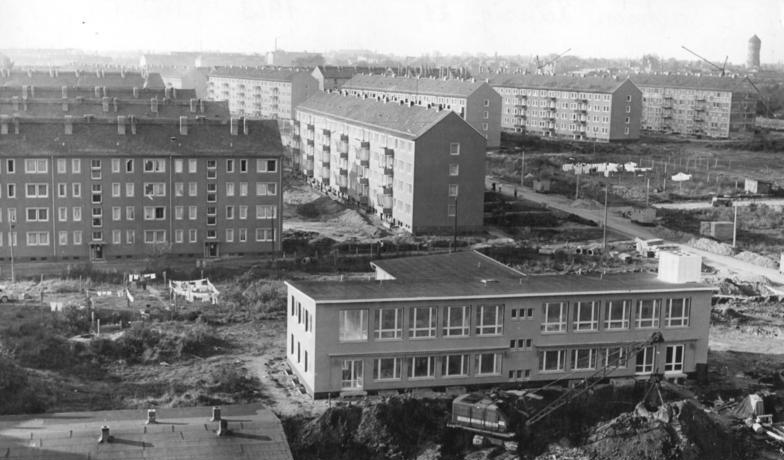
Erweiterung Möckerns nach Norden in den 1960er Jahren

- 1961–1964 Errichtung eines neuen Wohngebiets zwischen Georg-Schumann-Straße und Bahnstrecke Leipzig-Halle auf bisher unbebautem Acker- und Gartenland (→ Plattenbauten in Leipzig).
- 19. März 1972: Beide Hallen des Straßenbahnhofs fallen einem Brand zum Opfer. Der Schaden betrug 1,25 Mio. DDR-Mark.
- 15. Oktober 1972: Der Straßenbahnhof Möckern geht wieder in Betrieb.
- 1976: Beide Hallen des Straßenbahnhofs werden durch eine Halle mit sieben Gleisen ersetzt.
- 1992: Gründung des Bürgervereins Möckern-Wahren[12]

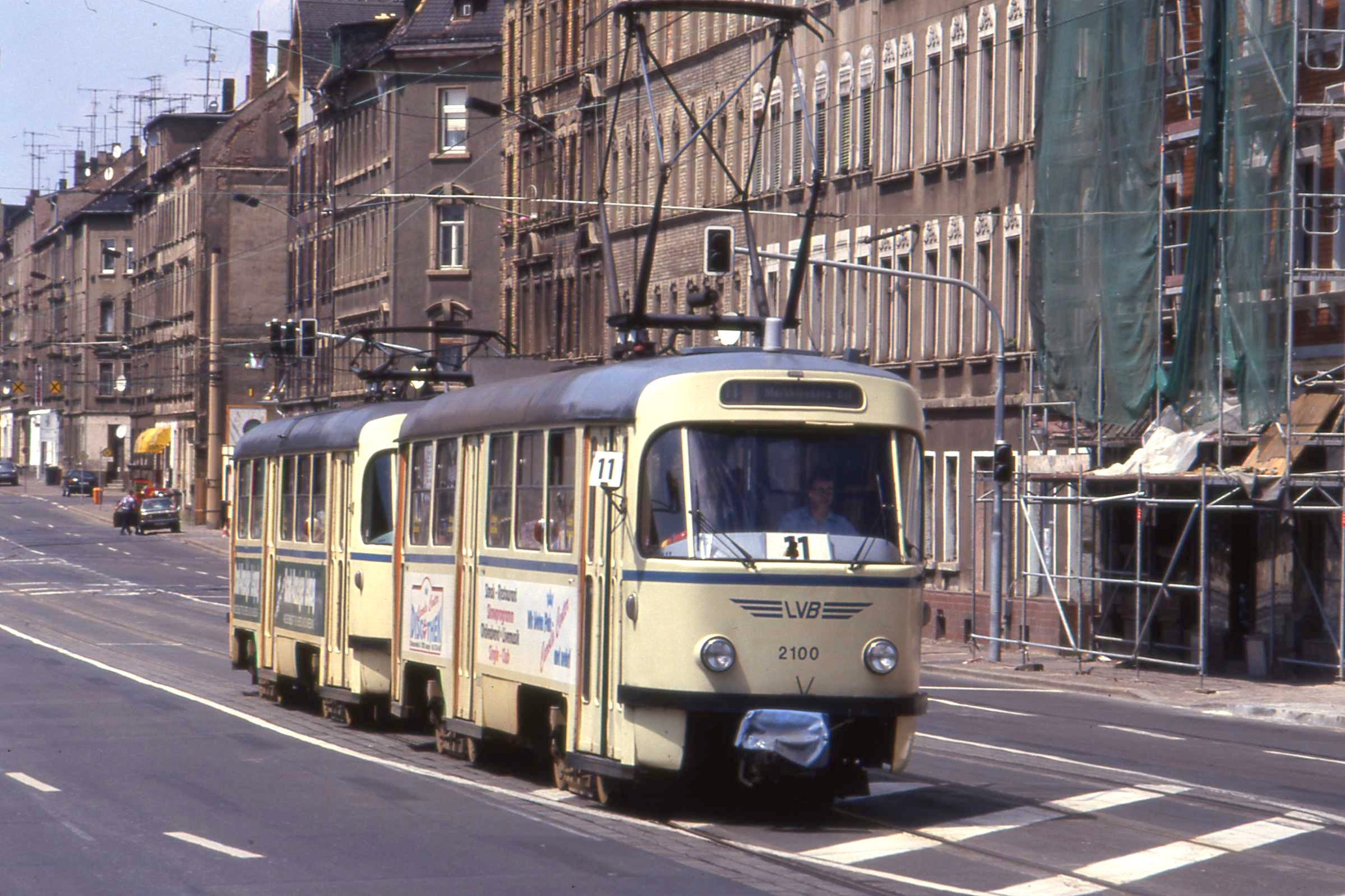
1993 auf der Georg-Schumann-Straße

- 1992–1994: Bau des Büro- und Einkaufszentrums Axis-Passage[13]
- 1995–1998: das Sozialversicherungszentrums Leipzig-Möckern wird errichtet, teils in ehemaligen Kasernengebäuden, teils in Neubauten.
- 17. Mai 1998: Eröffnung des Historischen Straßenbahnhofs Möckern
- 5. Dezember 2004: Die S-Bahn Leipzig-Halle nimmt auf der neu gestalteten Bahntrasse ihren Betrieb auf und hat 2 Haltepunkte in Möckern.
- 2010: neue Sporthalle des Heisenberg-Gymnasius fertig gestellt
- 17. Dezember 2014: Eröffnung des umgestalteten Möckernschen Marktes
- 15. Juni 2015: Abriss des Hotels „Goldener Löwe“
- Januar 2017: auf dem Kasernengelände westlich der Olbrichtstraße wird eine sächsische Erstaufnahmeeinrichtung für Flüchtlinge eröffnet.
- 1. Juni 2018: Eröffnung des umgestalteten Renftplatzes vor dem Werner-Heisenberg-Gymnasium
- 2017–2020: Umbau der Alten Heeresbäckerei westlich der Olbrichtstraße zum Wohnstandort[14]

## Bevölkerung
| Jahr | Einwohner |
| ---- | --------- |
| 2000 | 12.268    |
| 2005 | 12.067    |
| 2010 | 12.357    |
| 2015 | 13.877    |
| 2020 | 16.591    |
| 2024 | 17.824    |

Stand: 31.12. des jeweiligen Jahres

## Politik
Bei den Wahlen zum Sächsischen Landtag gehört Möckern zum Wahlkreis Leipzig 7, bei Bundestagswahlen zum Bundestagswahlkreis Leipzig I (Wahlkreis 152).
Die Bundestagswahl 2021 führte bei einer Wahlbeteiligung von 71,5 % zu folgendem Zweitstimmenergebnis:
| Partei                | Möckern | Stadt Leipzig |
| --------------------- | ------- | ------------- |
| SPD                   | 23,2 %  | 20,9 %        |
| AfD                   | 16,5 %  | 13,3 %        |
| CDU                   | 14,9 %  | 14,0 %        |
| Bündnis 90/Die Grünen | 13,1 %  | 18,5 %        |
| FDP                   | 11,2 %  | 10,1 %        |
| Die Linke             | 09,7 %  | 13,7 %        |
| Sonstige              | 11,5 %  | 09,5 %        |

## Sehenswürdigkeiten
Von der alten dörflichen Bebauung des 1355 erstmals erwähnten Möckerns mit einem Sattelhof (später Rittergut) und 23 Bauerngütern ist wenig erhalten. Der Ortskern befand sich rings um die Kreuzung von Slevogt- und Bucksdorffstraße nahe der Weißen Elster. 1819 erhielt die Chaussee Halle-Leipzig im Bereich der Flur Möckern eine neue Trasse, die jetzige Georg-Schumann-Straße. 1840 wurden die über Möckernsche Flur verlaufende Eisenbahnlinie Leipzig-Halle, 1856 die Linie Leipzig-Corbetha (Thüringer Bahn) in Betrieb genommen. Einen großen baulichen Aufschwung nahm Möckern Ende des 19. Jahrhunderts als stadtnaher Wohnort vor allem für Arbeiter und als Militärstandort. Der Verlauf der Georg-Schumann-Straße und einiger Parallelstraßen wurde mit einfachen gründerzeitlichen Häusern bebaut. Nach dem Bau einer Kaserne an der heutigen Georg-Schumann-Straße entstand von 1895 bis 1902 eine ganze Militärstadt Gohlis-Möckern nördlich der Bahnlinie Leipzig-Halle. Diese ist in ihrer Größenordnung in Sachsen nur noch mit der Albertstadt in Dresden vergleichbar.

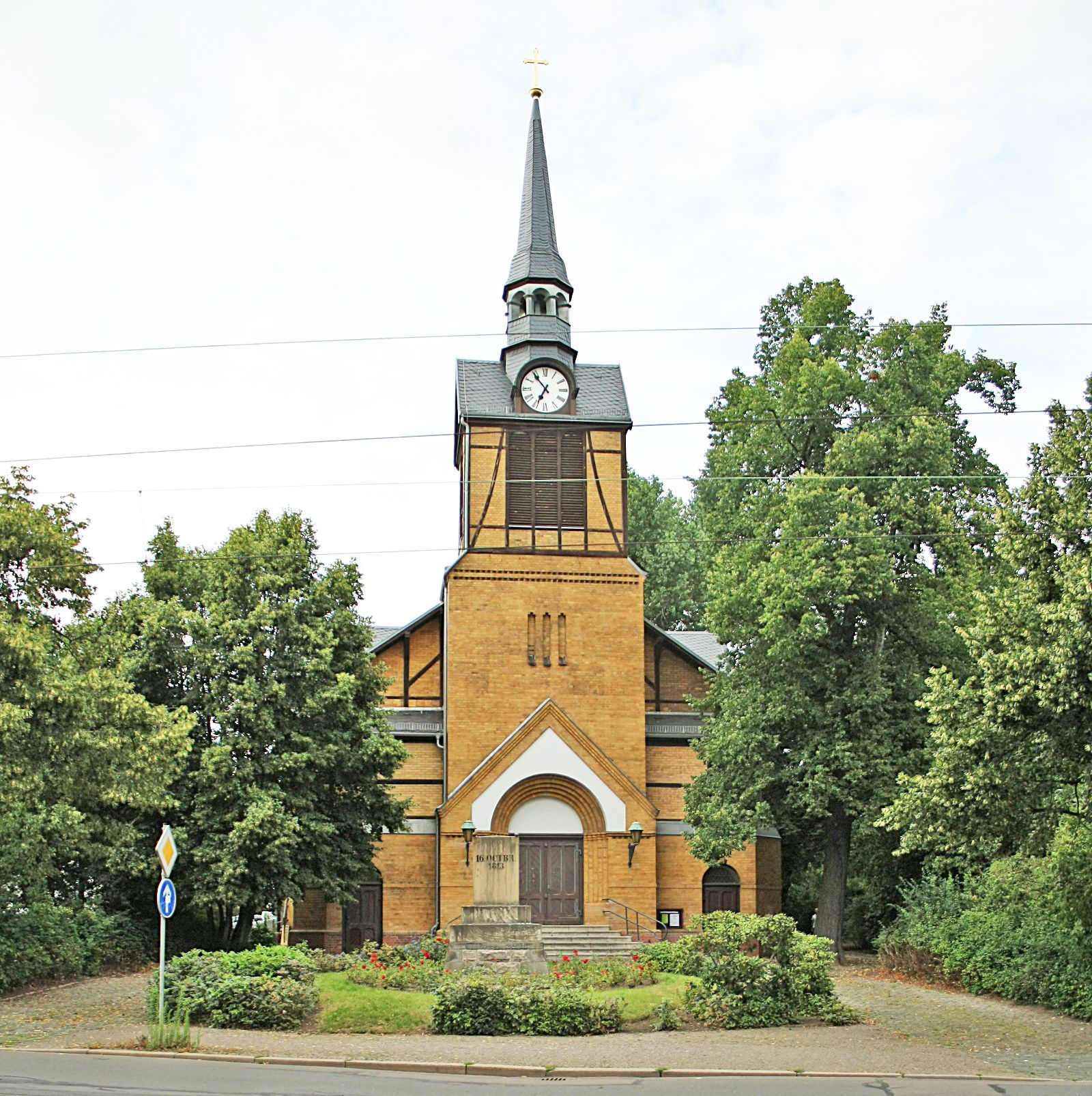
Auferstehungskirche

Der Friedhof wurde in den Nordosten verlagert. Dort in der Nähe, an der heutigen Max-Liebermann-Straße, befindet sich das Areal des Bausparvereins zur Beschaffung preiswerten Wohnraums, das in wirtschaftlich schwerer Zeit von 1915 bis 1939 nur sehr langsam bebaut wurde. Ganz am nordwestlichen Rand Möckerns liegt die Sternsiedlung, eine 1933 bis 1935 errichtete Einfamilienhaussiedlung. In den sechziger und siebziger Jahren des 20. Jahrhunderts kam zwischen Bahnlinie und Georg-Schumann-Straße ein Gebiet mit DDR-Wohnungsbau hinzu. 1989 war vor allem die Bebauung aus der Gründerzeit (1870–1914) in einem sehr schlechten Zustand. Die Sanierung dauerte Jahrzehnte. Von 2004 bis 2010 wurde entlang der Bahn die Travniker Straße neu gebaut und mit der Max-Liebermann-Straße verbunden, die als neue Bundesstraße 6 die Georg-Schumann-Straße verkehrlich entlastet.(Teilabschnitt des Mittleren Rings)
Die 1900/01 als Notkirche erbaute Auferstehungskirche an der Georg-Schumann-Straße dient der 1888 selbstständig gewordenen evangelisch-lutherischen Gemeinde seit über 100 Jahren als Pfarrkirche. Die Kirche beherbergt die älteste Kirchenorgel Leipzigs, 1766 von Johann Emanuel Schweinefleisch erbaut und mehrfach umgebaut, die 1841 von Felix Mendelssohn Bartholdy geprüft worden war und schließlich 1901 von der Stadt Leipzig, in deren Besitz die alte, zum Abbruch vorgesehene, reformierte Kirche übergegangen war, an die Kirchgemeinde Möckern verkauft wurde.
Unweit der Kirche befindet sich der Anker, früher ein Lokal mit Veranstaltungssaal, das heute als Stadtteilzentrum und Jugendclub dient. Im Anker treten zahlreiche Bands auf. Weiter südlich schon in der Elsteraue gelegen befindet sich der Sportplatz Wettinbrücke, der im Besitz der Universität Leipzig ist. Zum Ortsteil gehört auch noch der aus der Elsteraue aufragende Nahleberg westlich der Neuen Luppe (ehemalige Deponie Möckern mit einer Höhe von etwa 35 Metern, jetzt begrünt und begehbar). Vom Leipziger Auwald, der ursprünglichen Vegetationsform, ist in der Elsteraue in Möckern nichts mehr erhalten. Ausgedehnte Kleingärten sind an seine Stelle getreten.

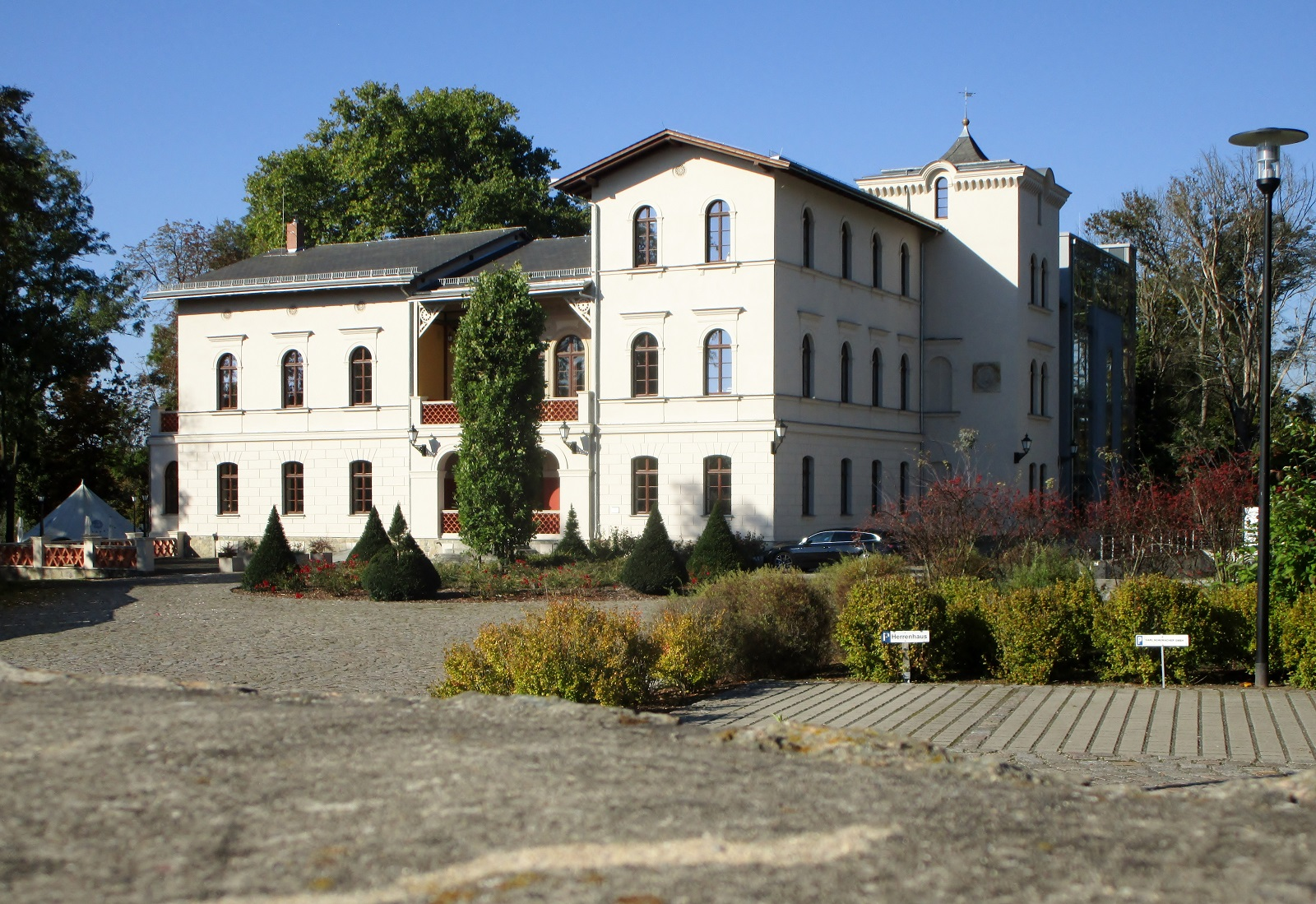
Herrenhaus, ehemals Rittergut, in der Bucksdorffstraße
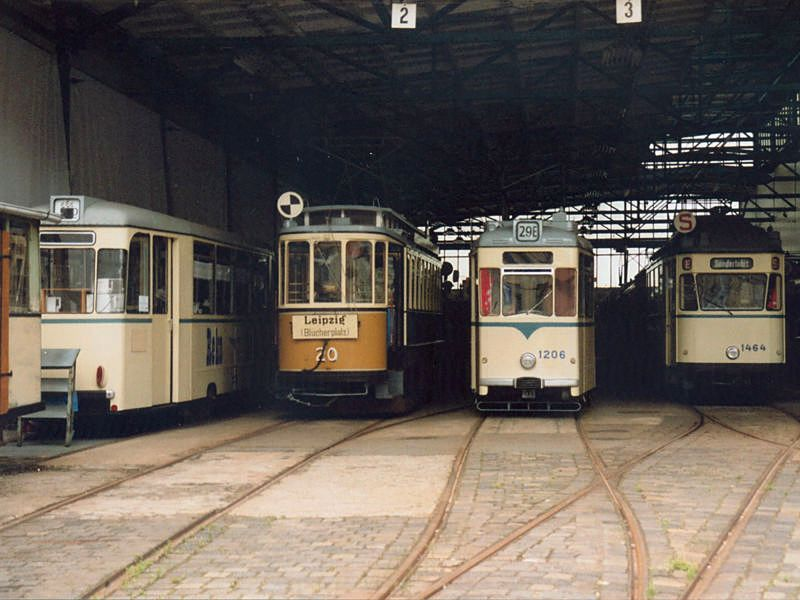
Historischer Straßenbahnhof
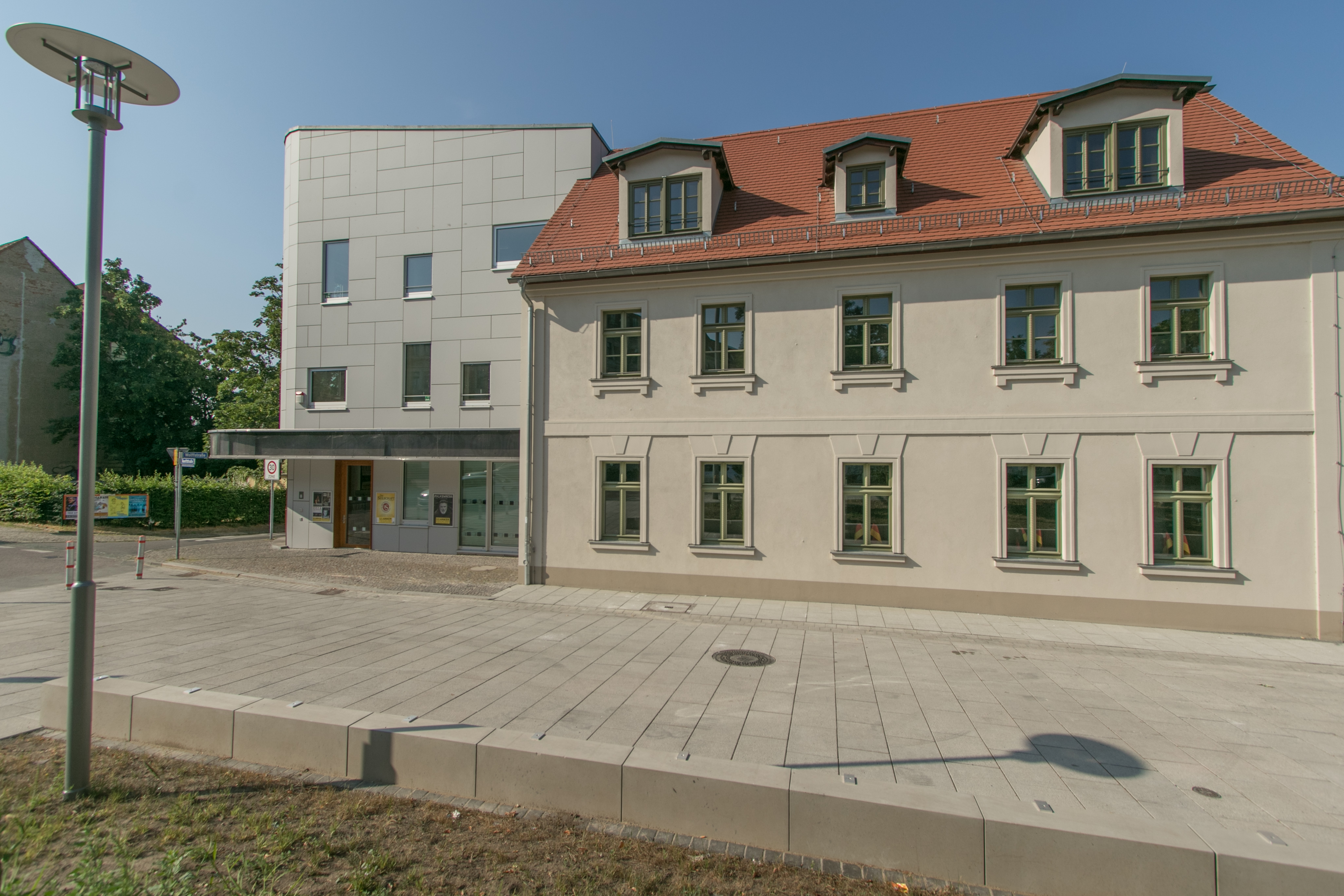
Anker nach der Umgestaltung (2018)
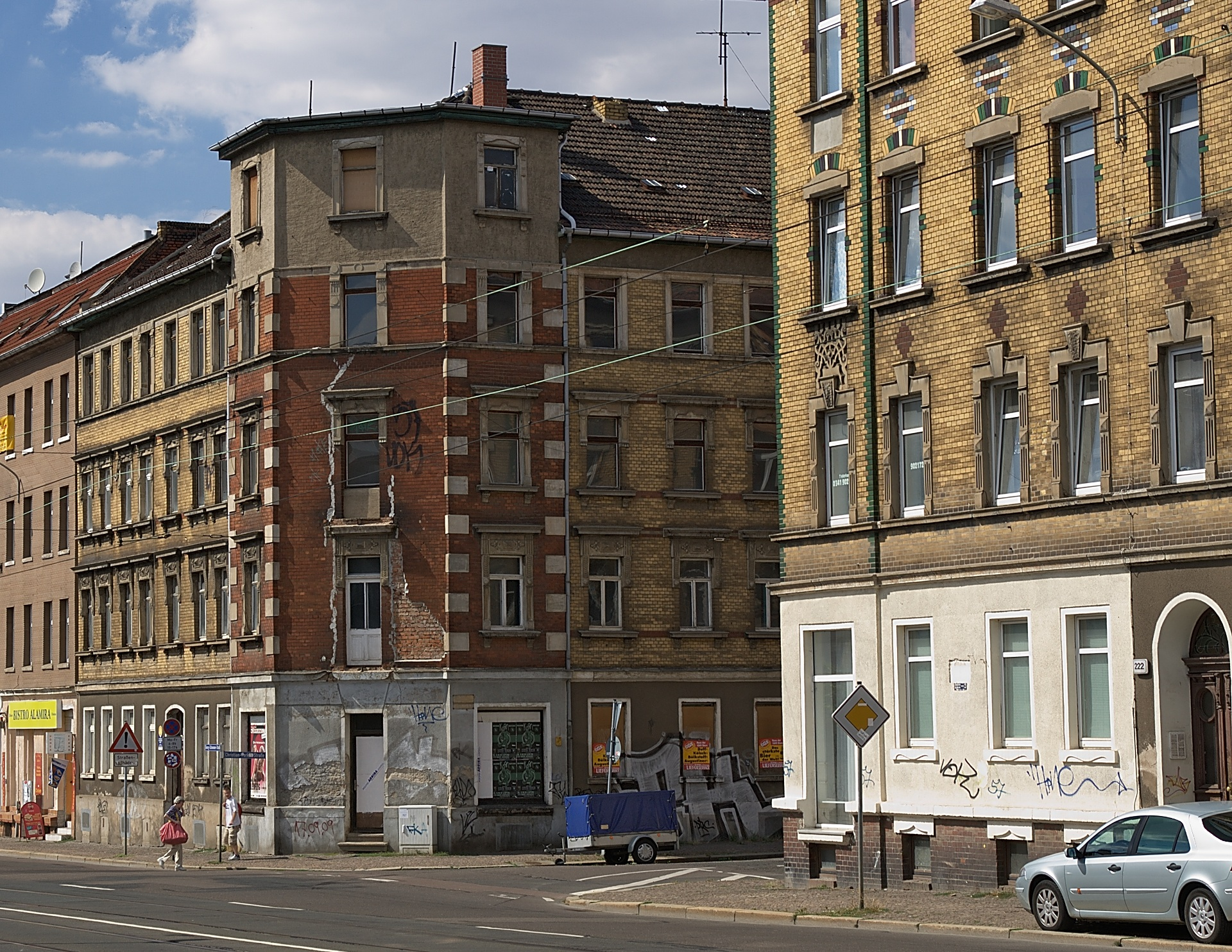
Die Sanierung der Bausubstanz nach dem Ende der DDR dauerte Jahrzehnte
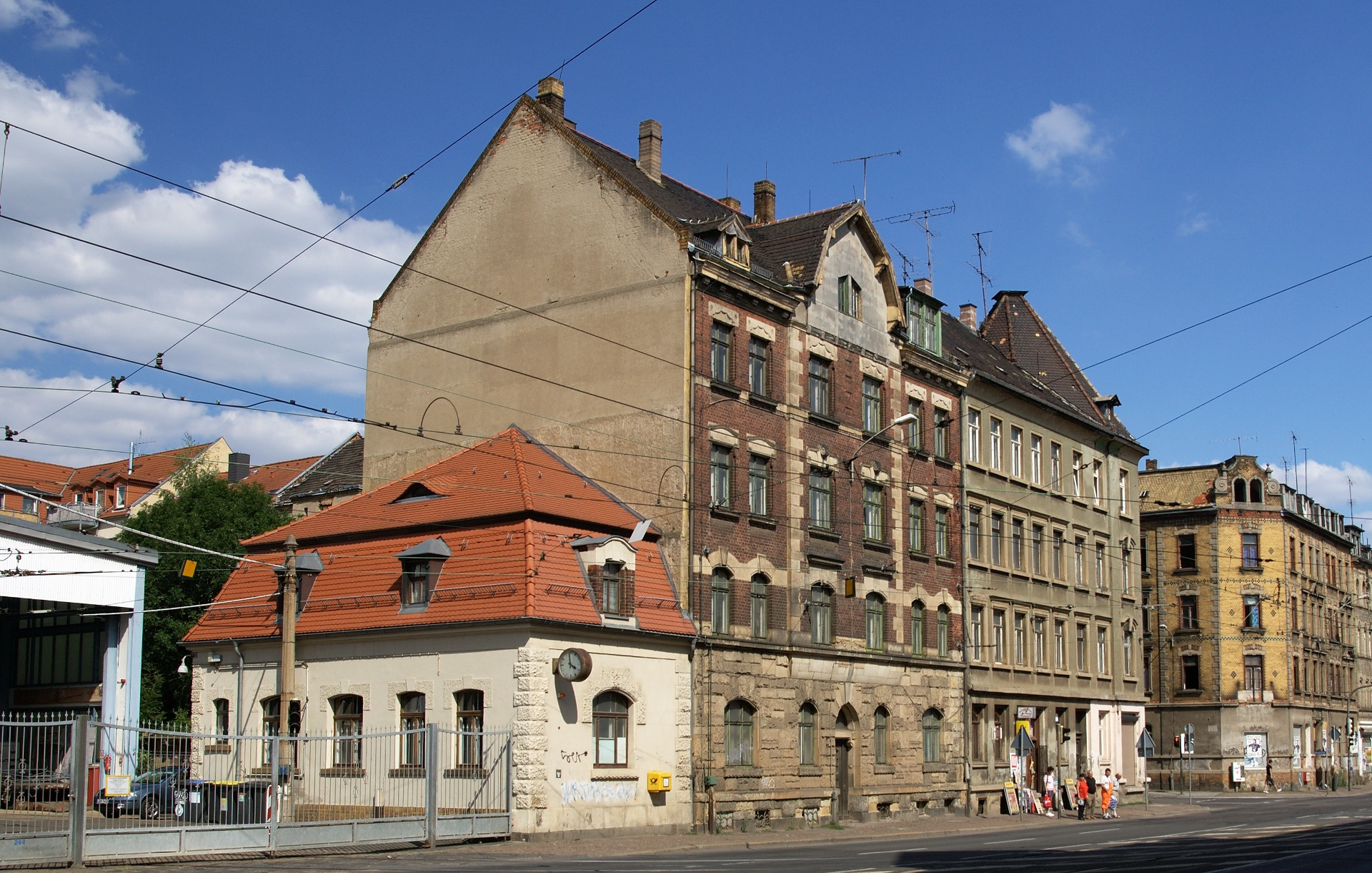
Lange unsanierte Gebäude neben dem Straßenbahnhof
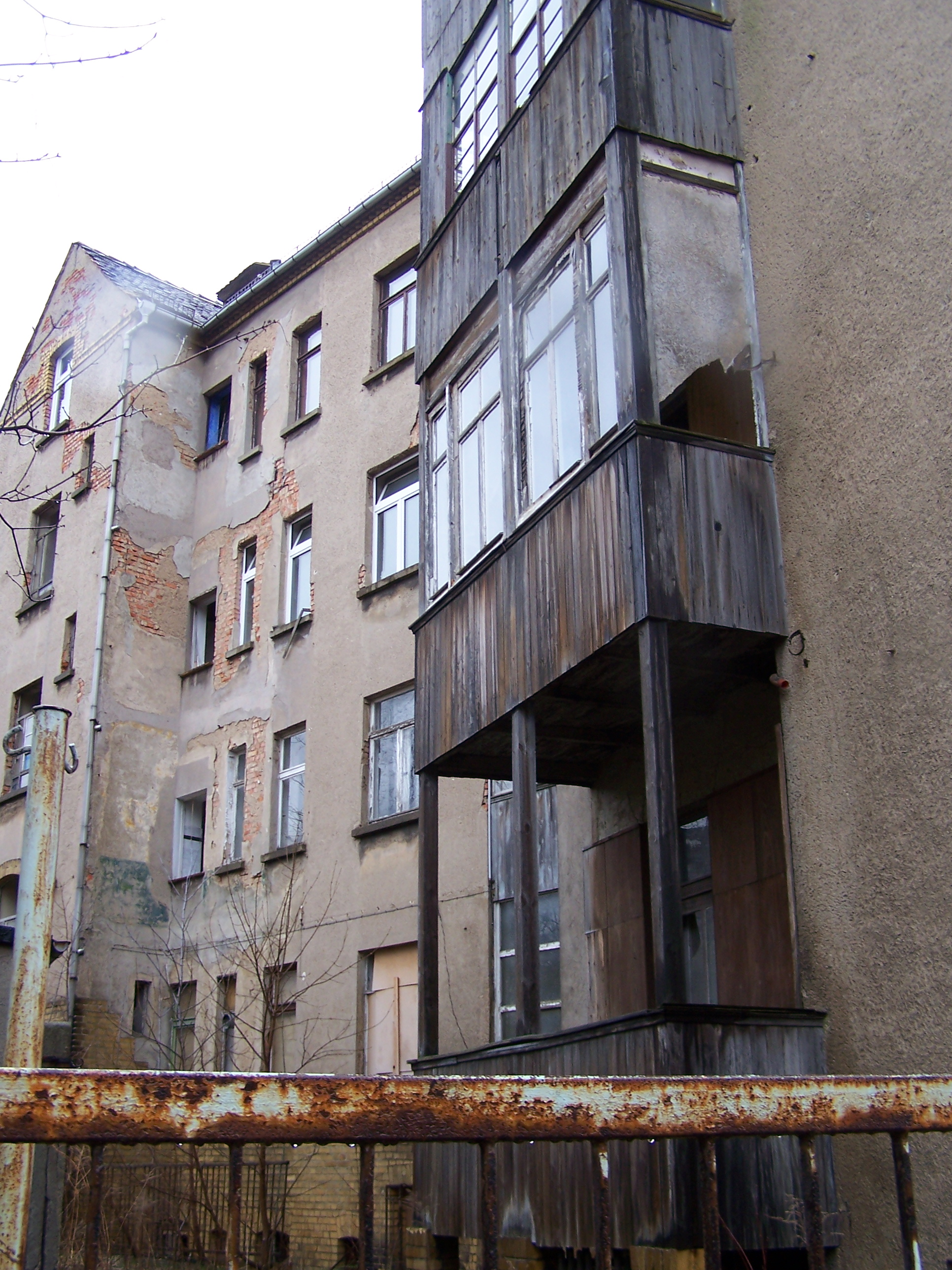
Gustav-Kühn-Straße vor Sanierung
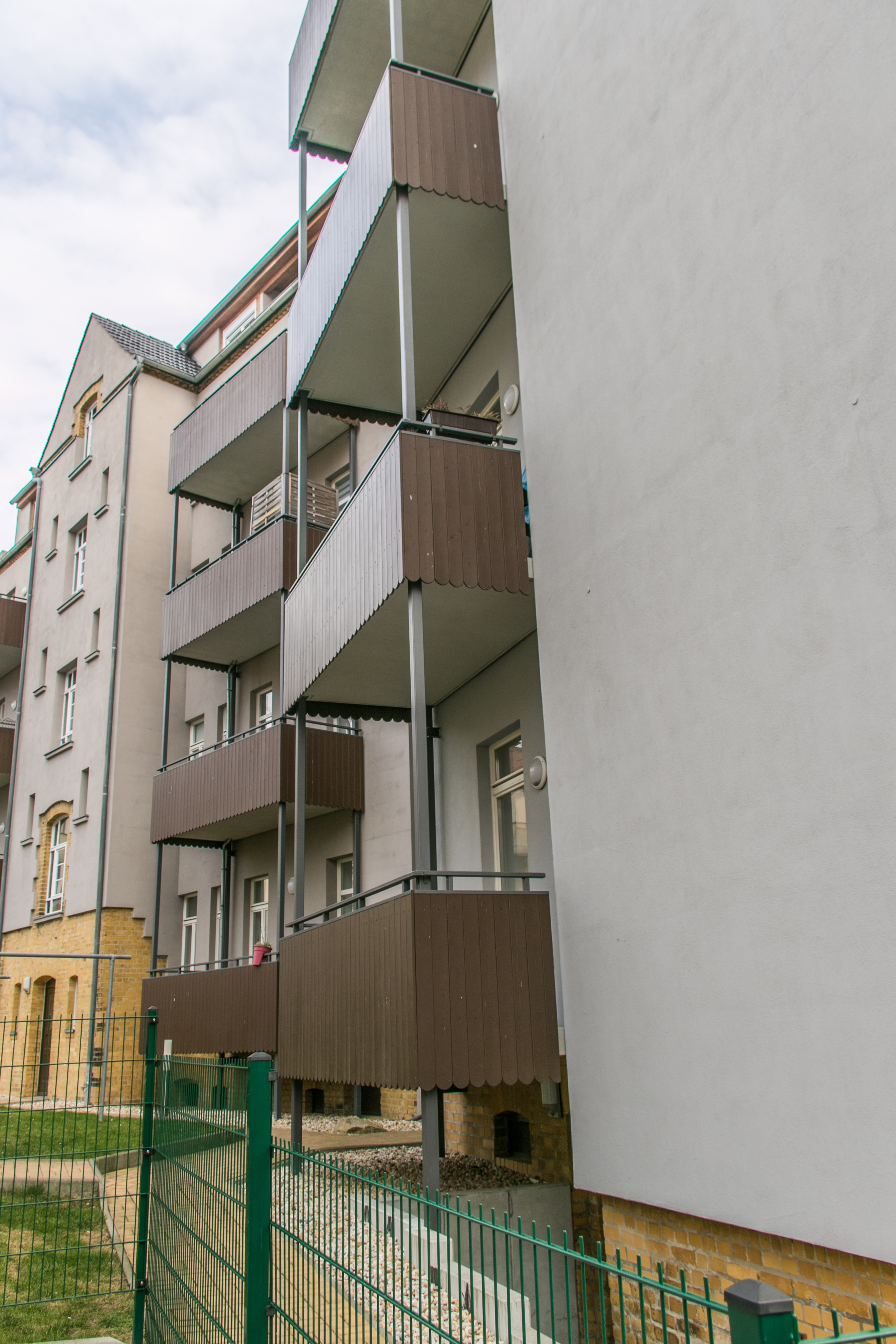
Gustav-Kühn-Straße nach Sanierung
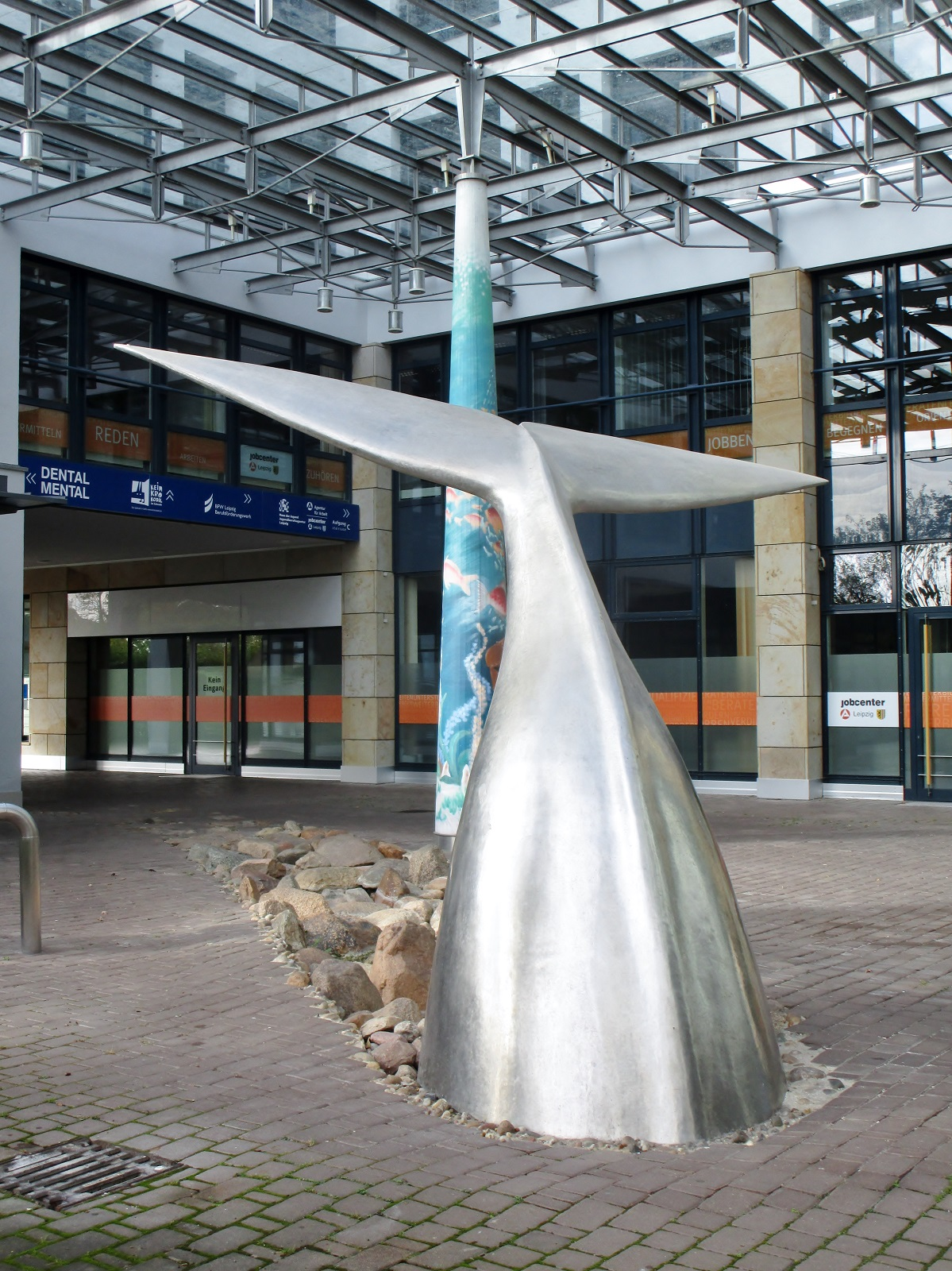
Skulptur „Der Bote“ in der Axis-Passage
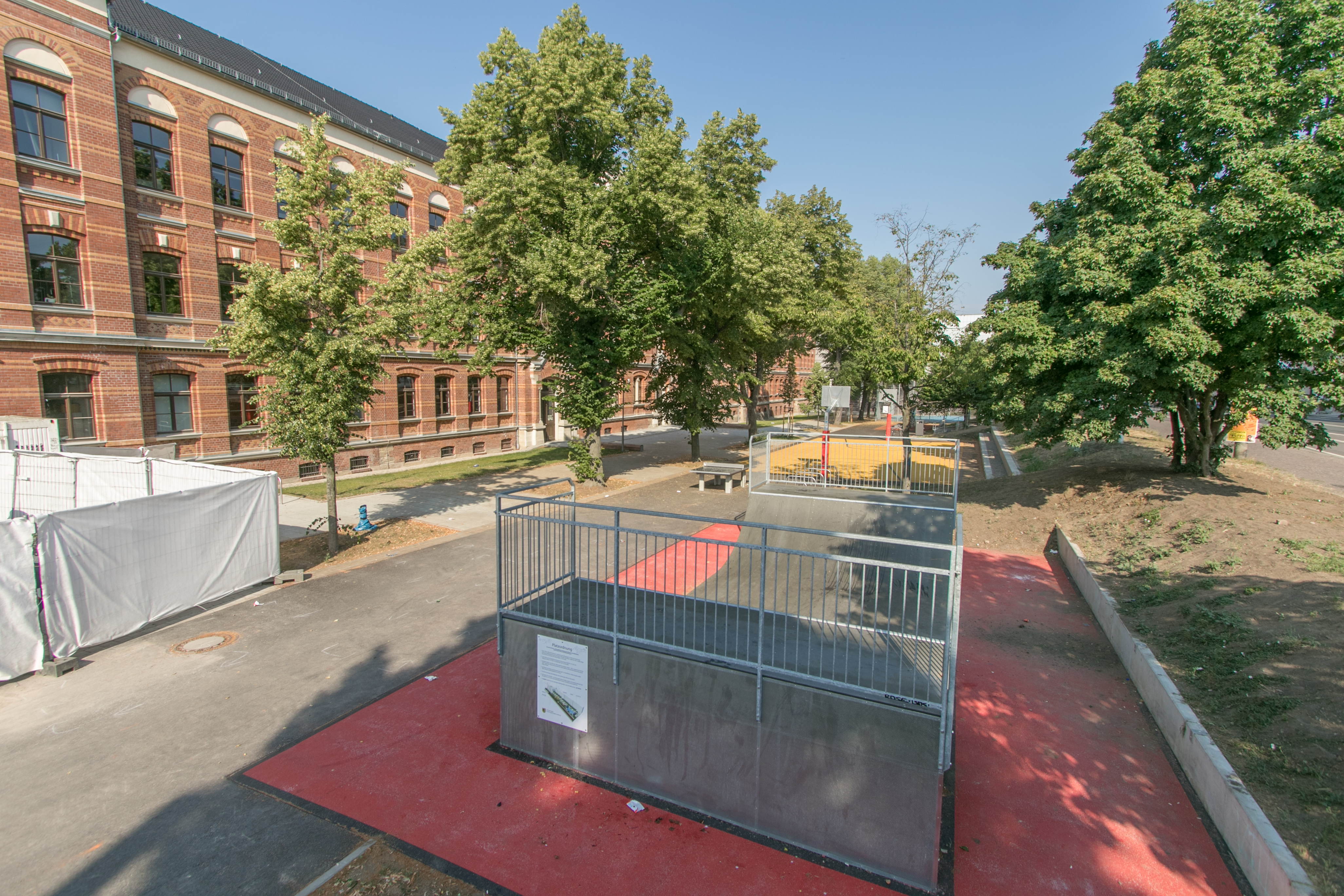
Renftplatz Skateranlage
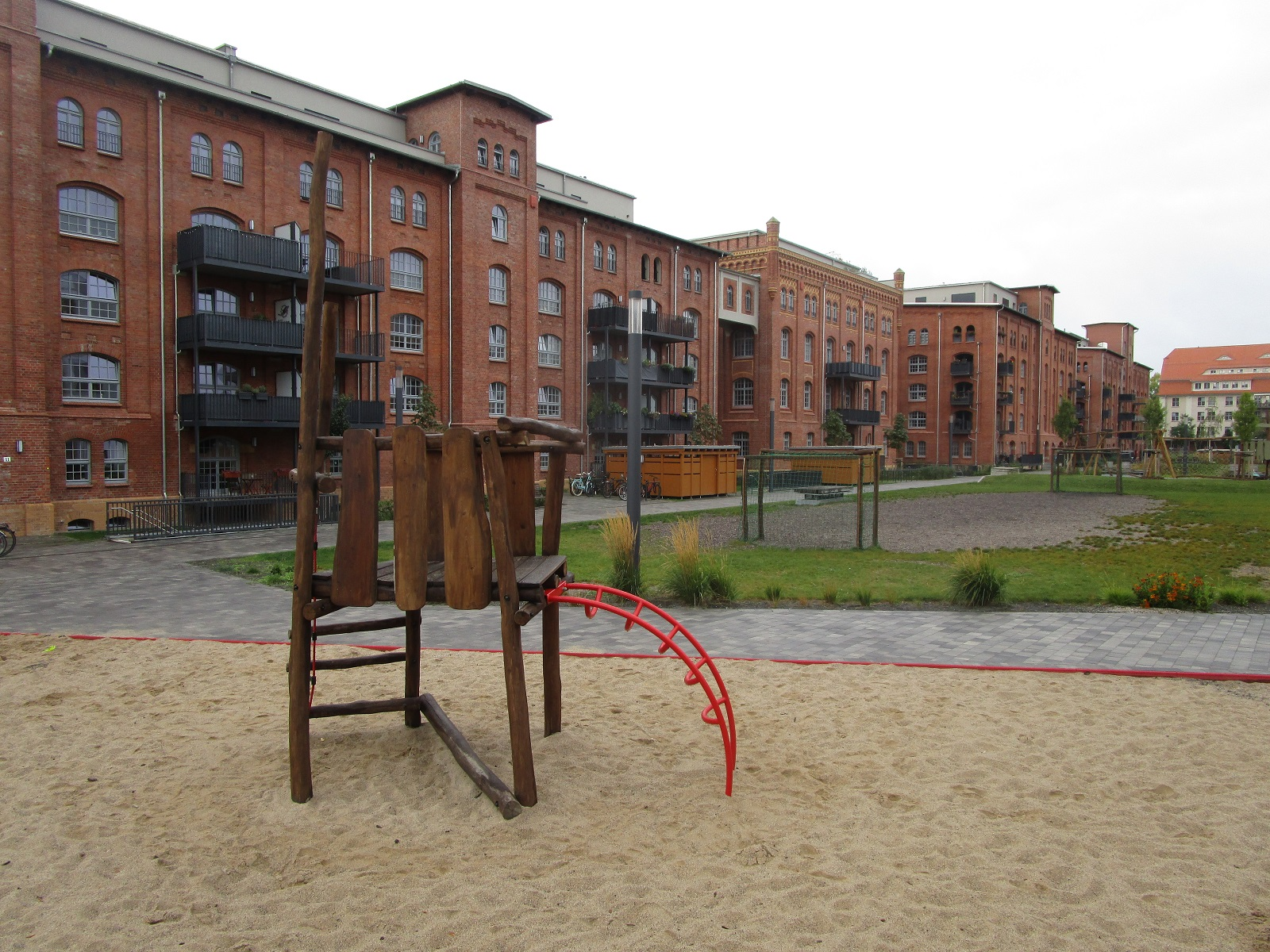
Zu Wohnzwecken umgenutzte ehemalige Heeresbäckerei
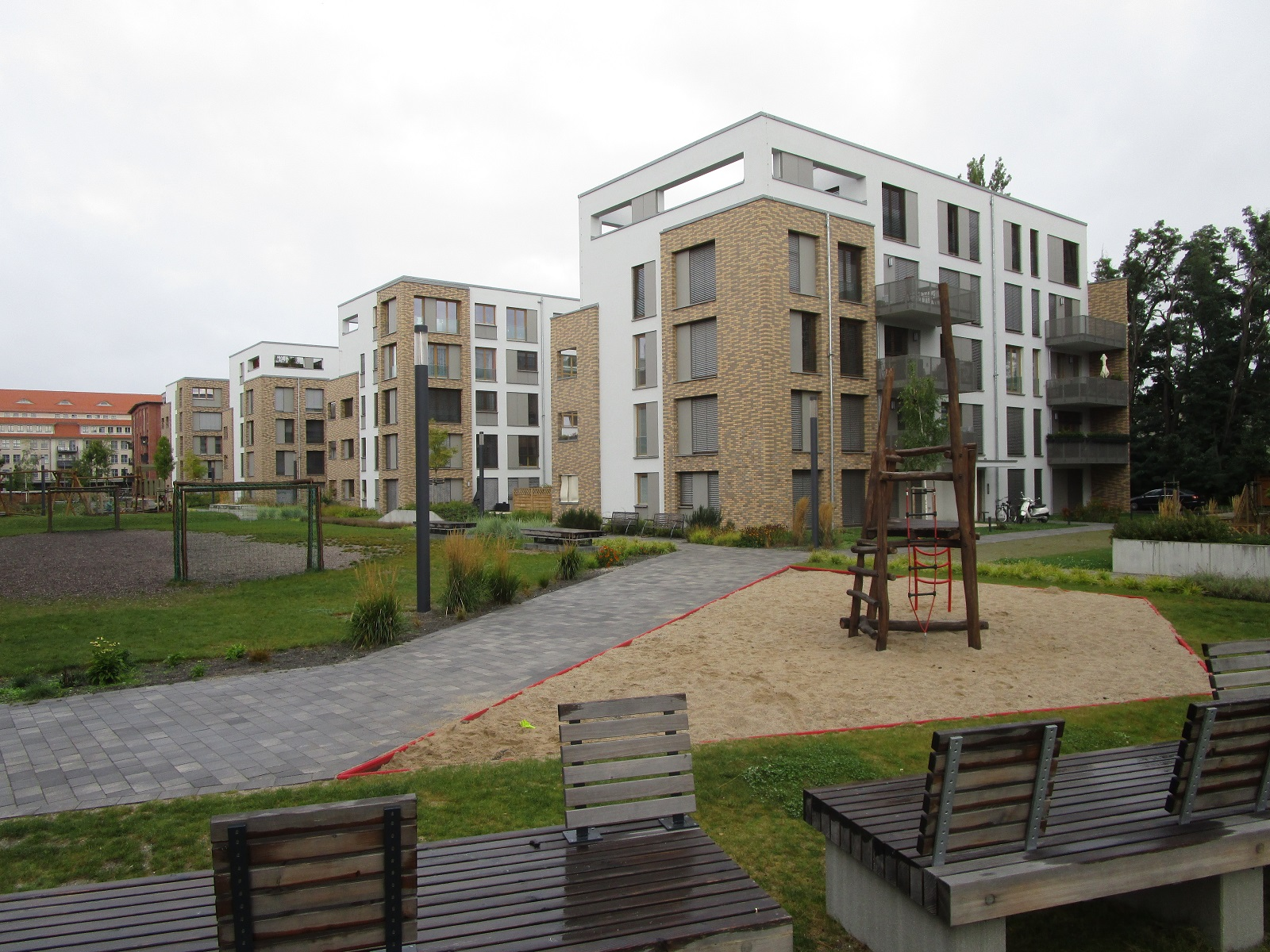
Neubebauung auf dem Gelände der Heeresbäckerei

Einstiges Kasernengelände an der Georg-Schumann-Straße
Von 1875 bis 1877 wurde an der Halleschen Straße (ab 1928 Hallische Straße und heutige Georg-Schumann-Straße) von den Baumeistern Otto und Joachim Streib sowie Bernhard Leuthier die Kaserne Möckern mit einer Grundfläche von 6.500 Quadratmetern und dem 345 Meter langen Hauptgebäude errichtet. Der Bau wurde nach den Plänen der Militär-Baudirektion Sachsen errichtet und kostete 2.061.450,10 Mark. 1875 bis 1925 bildete die Kaserne einen sogenannten selbständigen Gutsbezirk, womit sie weder der Gemeinde Möckern noch der Stadt Leipzig unterstand.
Von 1877 bis 24. März 1914 war das 7. Königliche Sächsische Infanterie-Regiment „Prinz Georg“ (später „König Georg“) Nr. 106 in der Kaserne stationiert. 1914 bis 1918 diente die Kaserne zur Aufnahme von Reservetruppen und als Reservelazarett. Von 1920 bis 1935 waren in der Kaserne bis zu 12 Sicherheitskompanien untergebracht.
Nach der Unterbringung der kasernierten Volkspolizei (1952 bis 1956) wurde die ab dem 7. Oktober 1964 in „Georg-Schumann“ umbenannte Kaserne von 1956 bis zur politischen Wende komplett von Einheiten der NVA genutzt. Von 1990 bis 1991 wurde die Kaserne von der Bundeswehr benutzt und am 29. April 1991 der Treuhand zur zivilen Nutzung übergeben.
Auf dem Gelände entstand in den 1990er Jahren das Sozialversicherungszentrum Leipzig – zum Teil in den einstigen Kasernen. Dazu zählen 2021 die Agentur für Arbeit, das Berufsförderungswerk Leipzig, der Hauptsitz der Deutschen Rentenversicherung Mitteldeutschland, ein ursprüngliches Rechenzentrum sowie ein kleiner Park. Das Sozialversicherungszentrum hat mit der Station Olbrichtstraße/Sozialversicherungszentrum seinen eigenen S-Bahn-Haltepunkt.

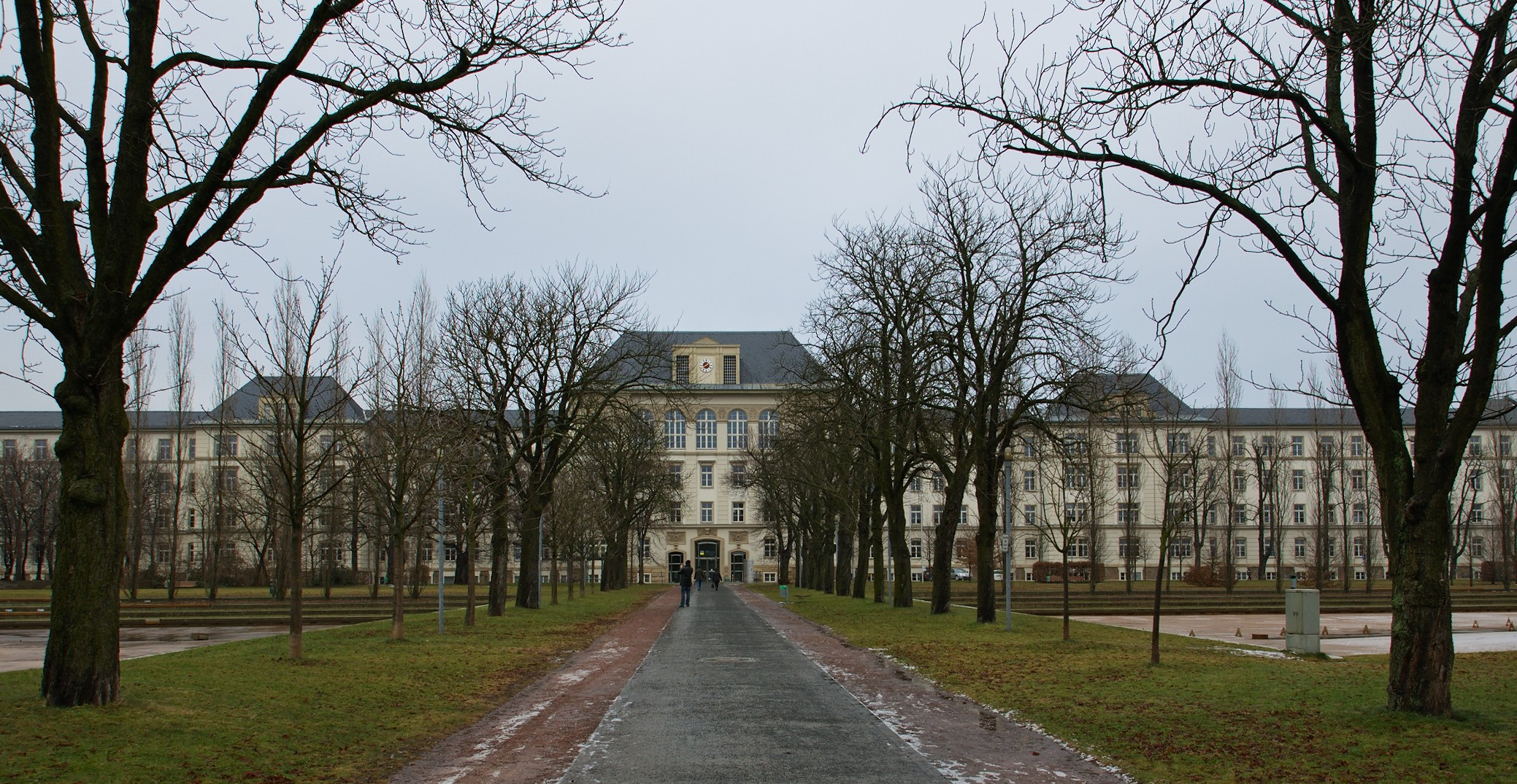
Ehemals Kaserne, jetzt Rentenversicherung als Teil des Sozialversiche-rungszentrums (SVZ)
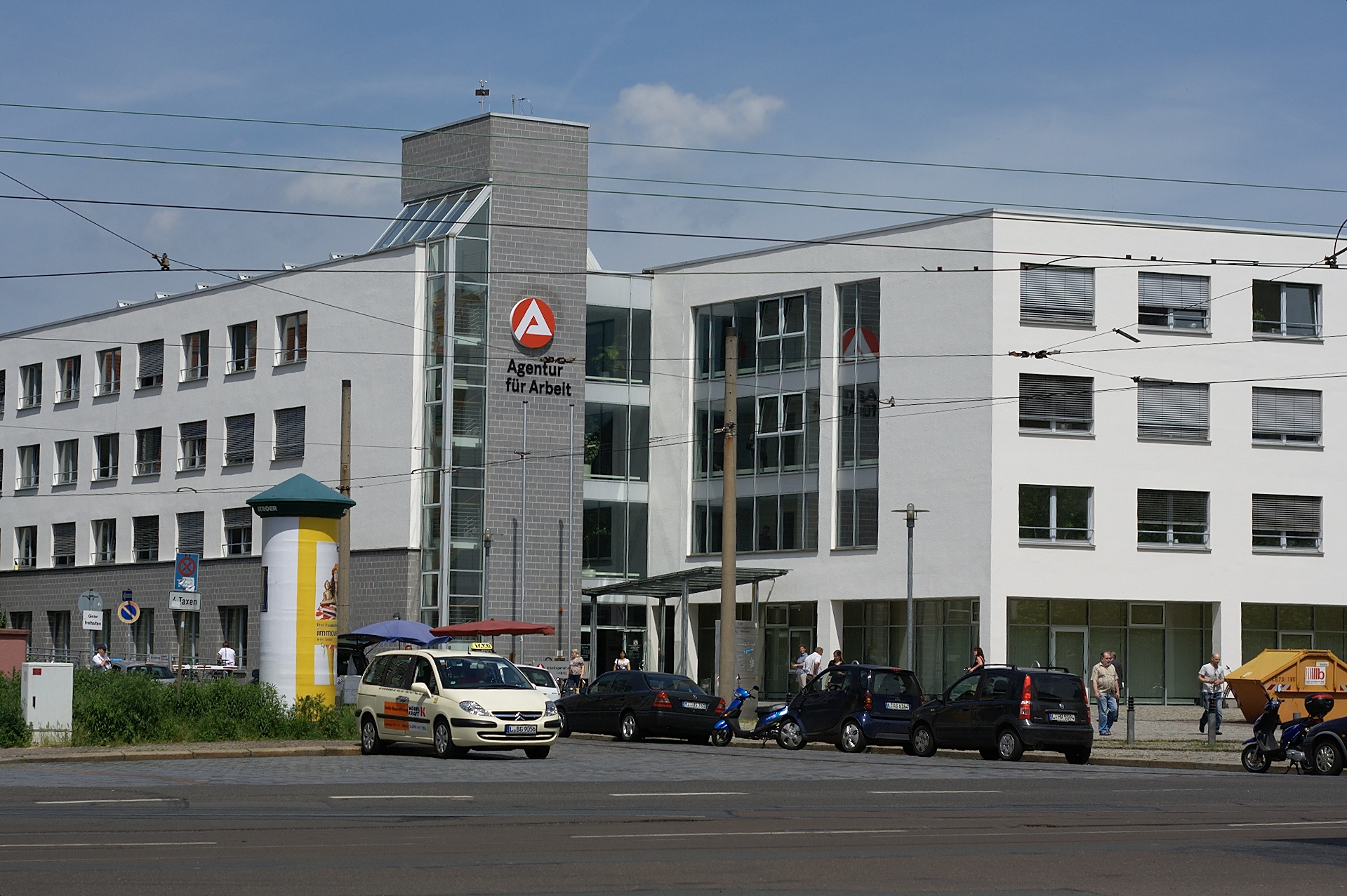
Agentur für Arbeit auf dem Gelände des SVZ
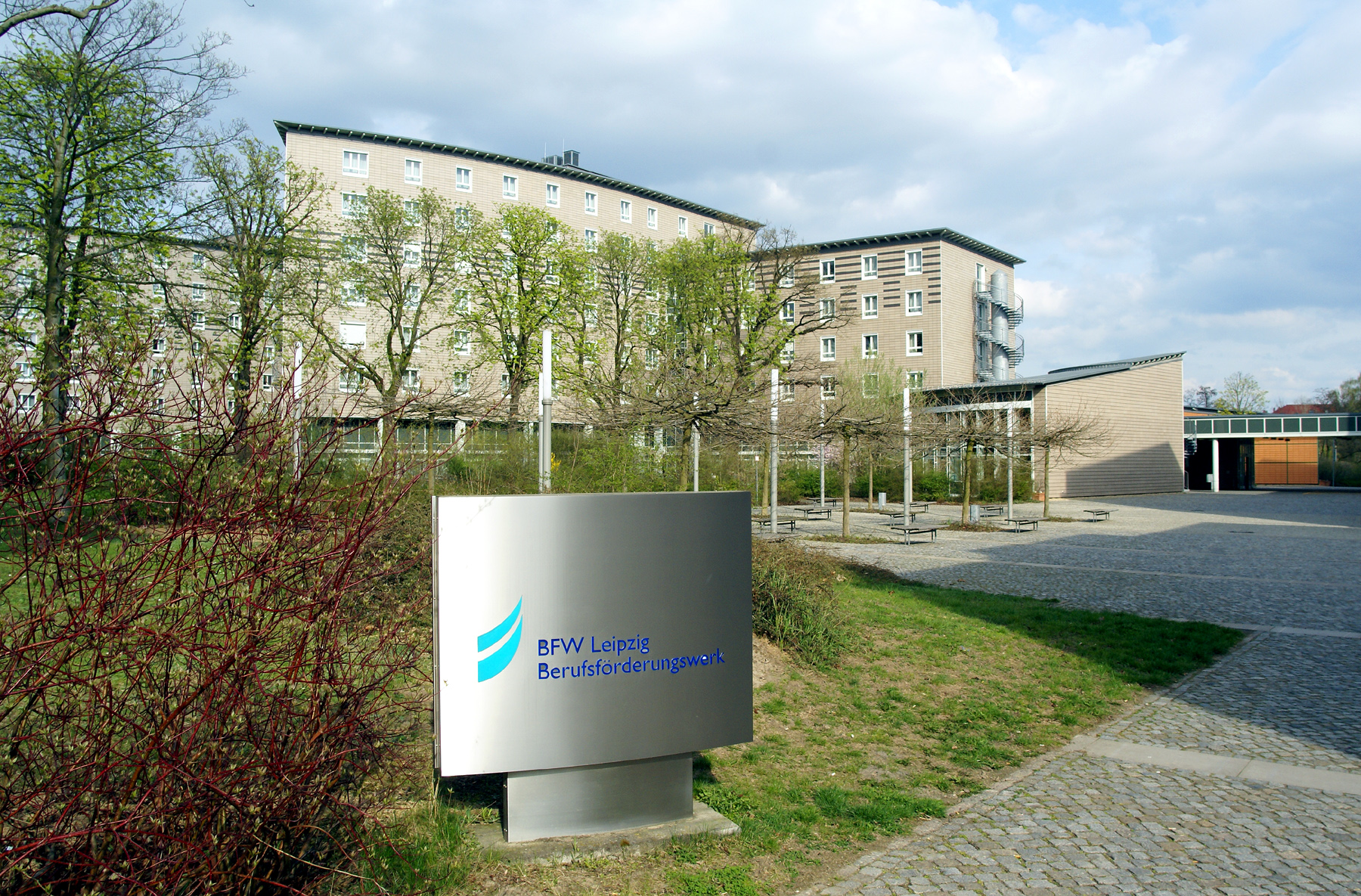
Berufsförderungswerk mit Internat auf dem Gelände des SVZ
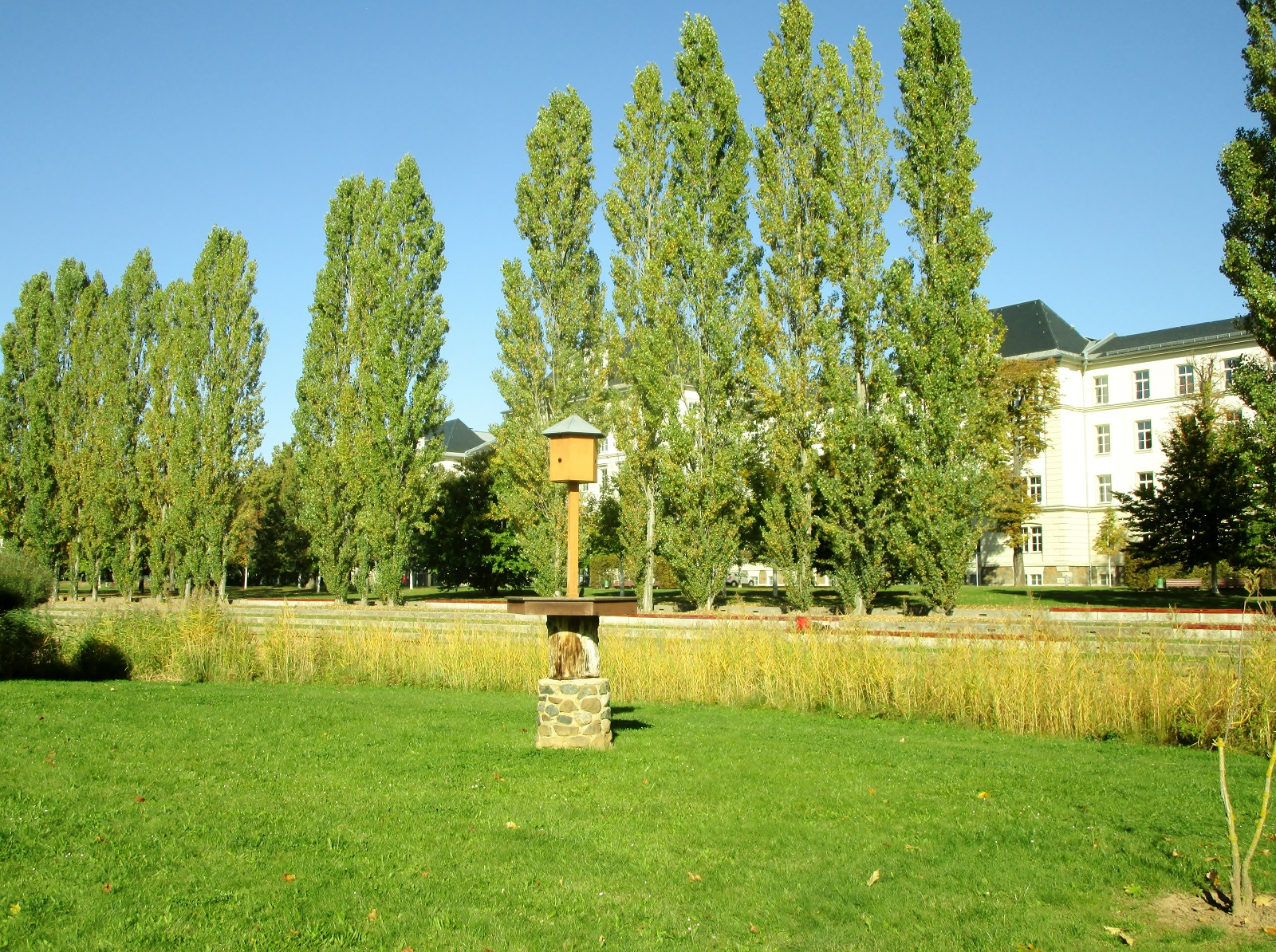
Im Park des SVZ
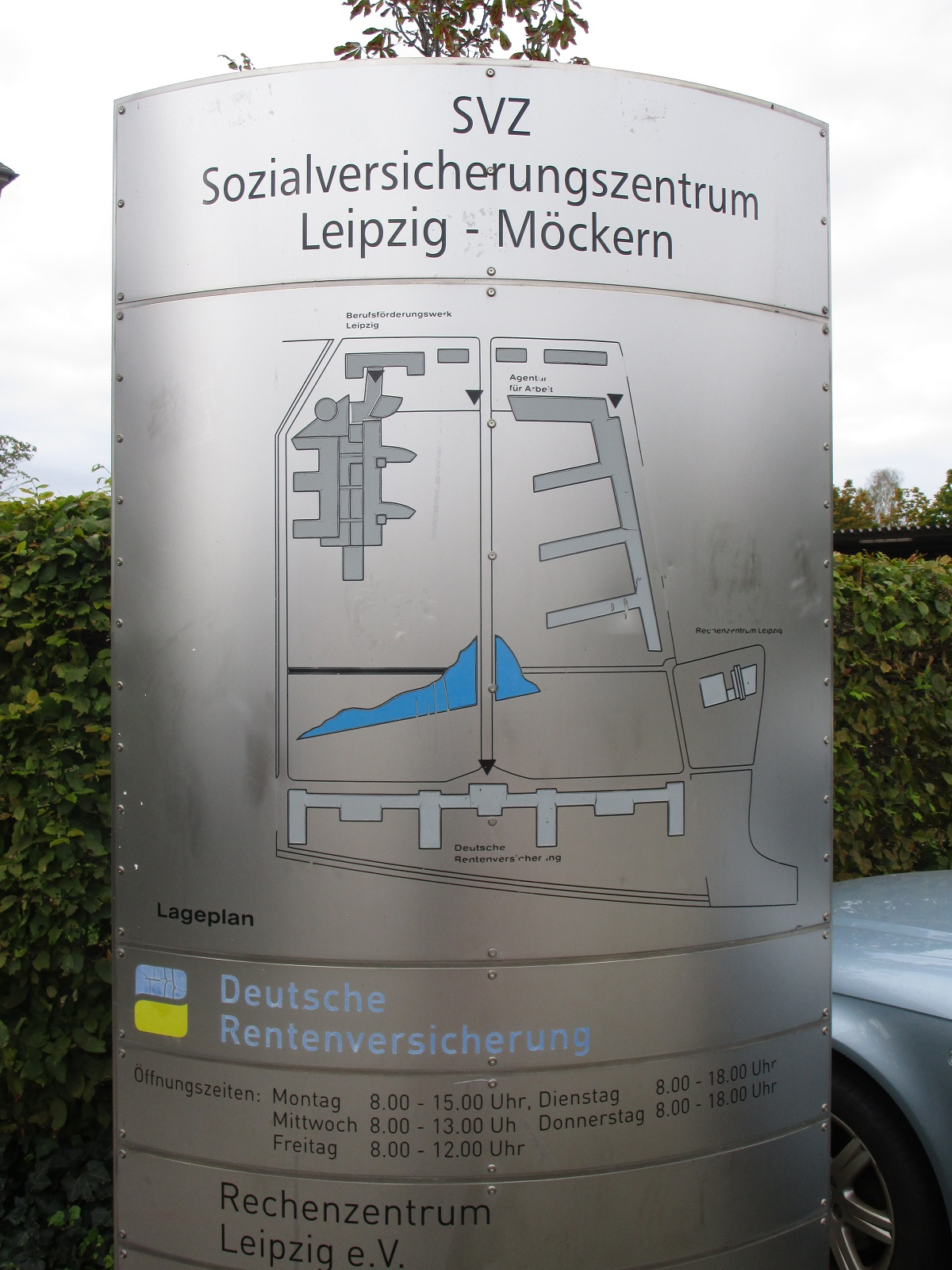
Übersichtsplan des SVZ
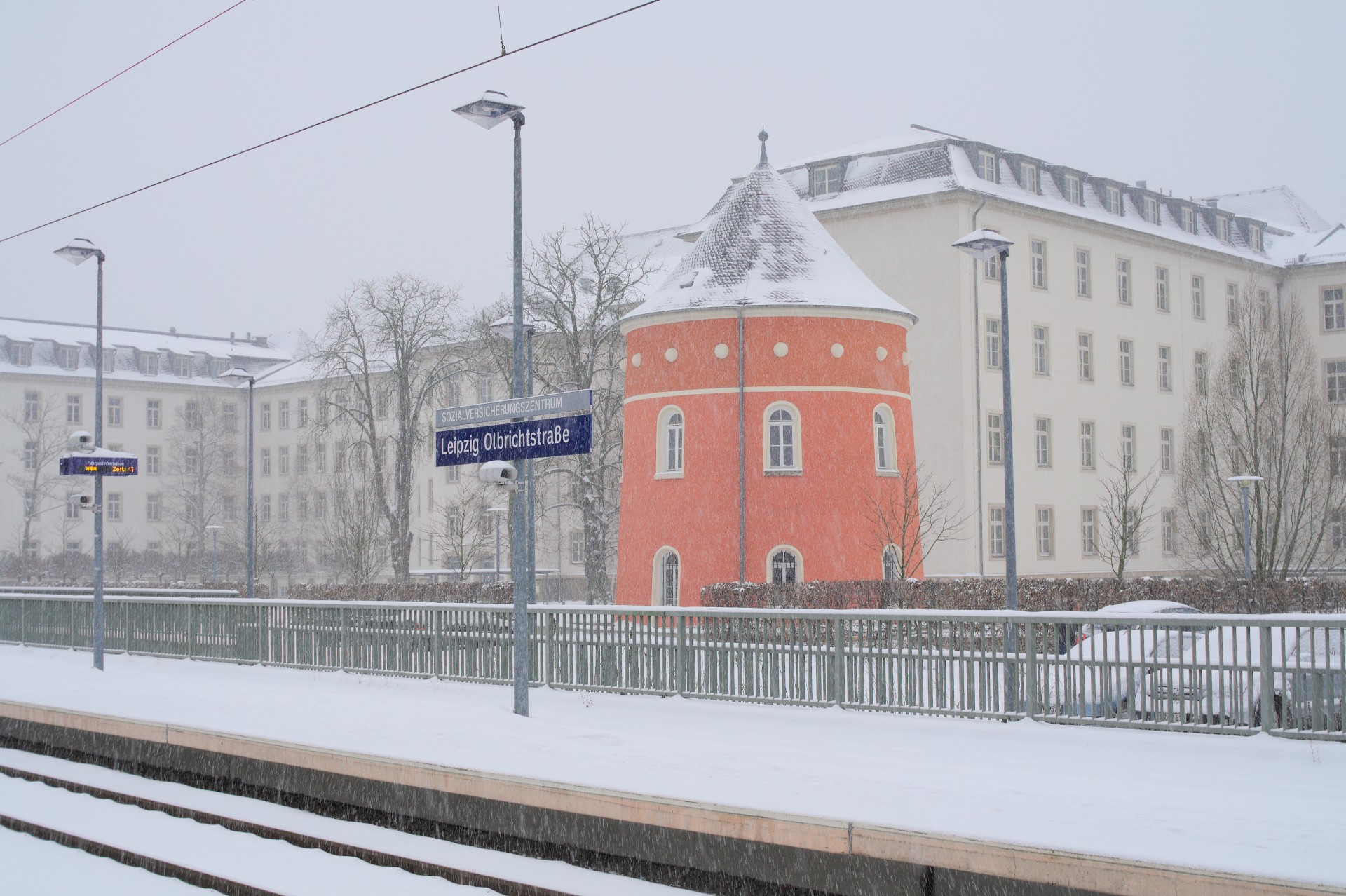
S-Bahn-Haltestelle Olbrichtstraße/SVZ
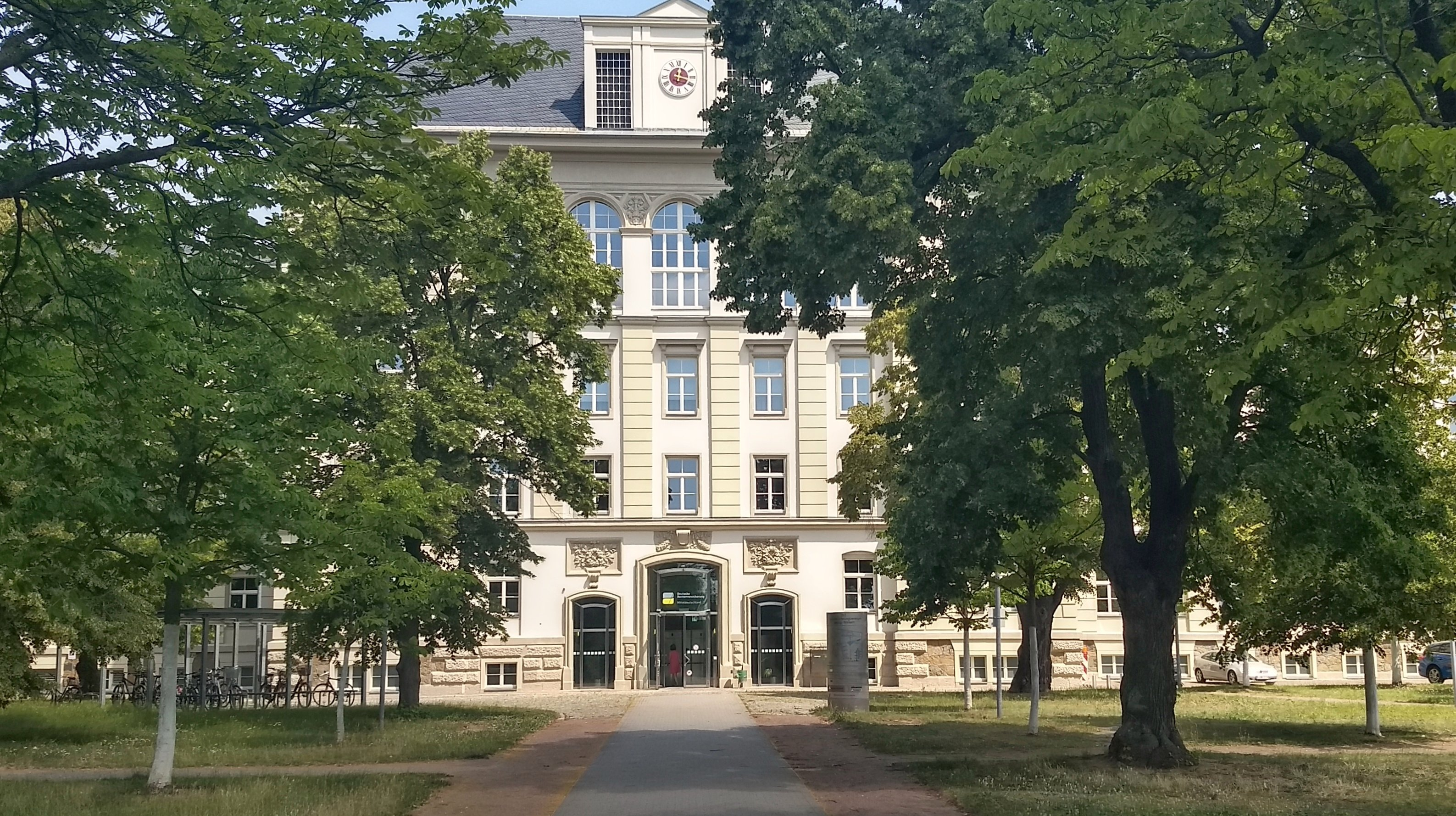
Ehemalige Kaserne Georg-Schumann-Straße, jetzt Rentenversicherung

Chronik der Kasernennutzung
| 1875 bis 1877:     | Bau der Kaserne |
| 1. April 1877:     | Übergabe an das 7. Infanterieregiment Nr. 106 |
| 27. Juli 1882:     | Bildung eines selbständigen Gutsbezirkes |
| 1895:              | Bau der Gebäude als „Barackenkaserne“ |
| 2. Dezember 1911:  | Ein Brand in der Kaserne verursacht einen Schaden von ca. 500.000 Mark.                                                                                       |
| 22. Februar 1914:  | Die Kaserne erhält den Namen „König-Georg-Kaserne“. |
| 16. November 1914: | Errichtung eines Reservelazaretts |
| 16. November 1918: | Bildung von Sicherheitskompanien |
| 1. Juni 1920:      | Die Landessicherheitspolizei bezieht die Kaserne. |
| 1. April 1925:     | Eingemeindung der Kaserne nach Leipzig |
| März 1942:         | In der Kaserne befindet sich das Heimat-Pferde-Lazarett 104 und die Sanitätsersatzabteilung, sowie das Standortbataillon zbV.                                 |
| 19. April 1945:    | Die Kaserne wird von amerikanischen Truppen der 2. Infanteriedivision eingenommen und wird Sammelstelle für Flüchtlinge.                                      |
| 13. April 1946:    | Die Kaserne wird Rückkehrerlager für deutsche Soldaten (Quarantänelager).                                                                                     |
| 10. August 1948:   | In der Kaserne wird die Volkspolizeibereitschaft Sachsen aufgestellt.                                                                                         |
| 16. Juni 1952:     | Die VP-Bereitschaften werden von der Kasernierten Volkspolizei übernommen.                                                                                    |
| 28. Juni 1956:     | Bildung der Leipziger Truppenteile der NVA: In der Kaserne befinden sich der Stab des Militärbezirkes III sowie das MotSchützenregiment 16 (MSR 16) und NB 3. |
| 7. Oktober 1964:   | Die Kaserne erhält den Namen „Georg-Schumann-Kaserne“. |
| Oktober 1972:      | Das MSR 16 wird nach Bad Frankenhausen verlegt. |
| 11. Oktober 1979:  | Einweihung eines Ehrenmals für Georg Schumann |
| 5. Oktober 1990:   | Auflösungsappelle der NVA und Übernahme der Kaserne durch die Bundeswehr                                                                                      |
| 29. April 1991:    | Übergabe der Kaserne an die Treuhand zur zivilen Nutzung |

## Infrastruktur

### Verkehr
Wichtigste Verkehrsader ist die Möckern in ost-westlicher Richtung durchquerende Georg-Schumann-Straße (früher Hallesche Straße). Vor der Fertigstellung der neuen B 6 am 6. Dezember 2010 stellte sie die Haupt-Straßenverbindung dar, die in sicherer Höhenlage oberhalb der Aue verläuft und Leipzig, Schkeuditz und Halle miteinander verbindet. Auf der Georg-Schumann-Straße verkehren auch die Straßenbahnlinien 10 und 11 in westlicher Richtung nach Wahren bzw. Schkeuditz. In Möckern befand sich früher ein Straßenbahnhof, der viele Jahre noch als Straßenbahnmuseum genutzt wurde. Möckern hat drei S-Bahn-Stationen, die Haltepunkte Olbrichtstraße und Slevogtstraße der Linie S3 an der Strecke nach Halle und den Haltepunkt Möckern an der Strecke nach Leutzsch und weiter nach Großkorbetha, den die Linien S1 und S10 Richtung Grünau sowie die Regionalbahn RB20 nach Eisenach bedienen.

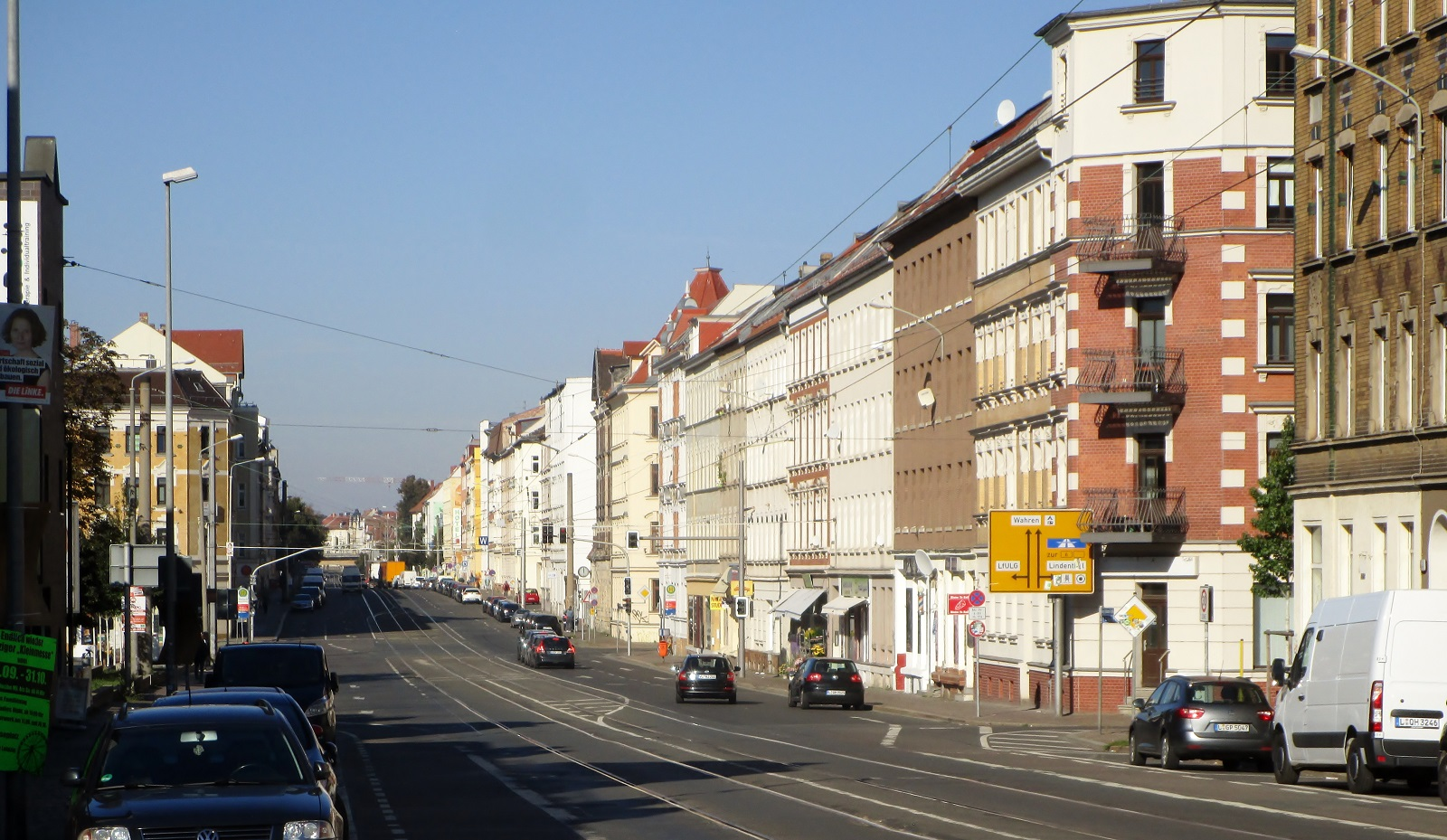
Georg-Schumann-Straße, Teil der alten Straßenverbindung Leipzig – Halle
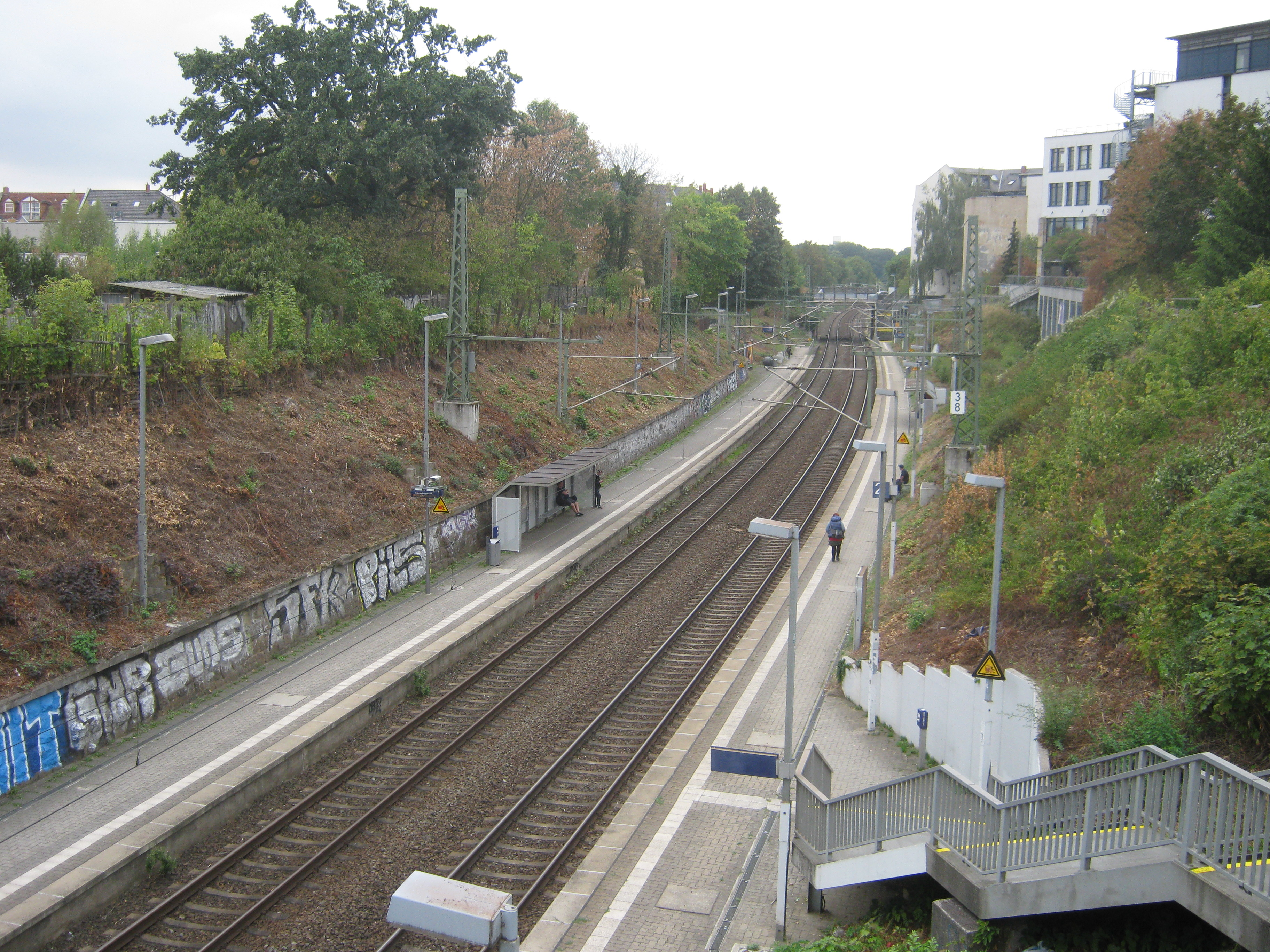
S-Bahn-Station Möckern
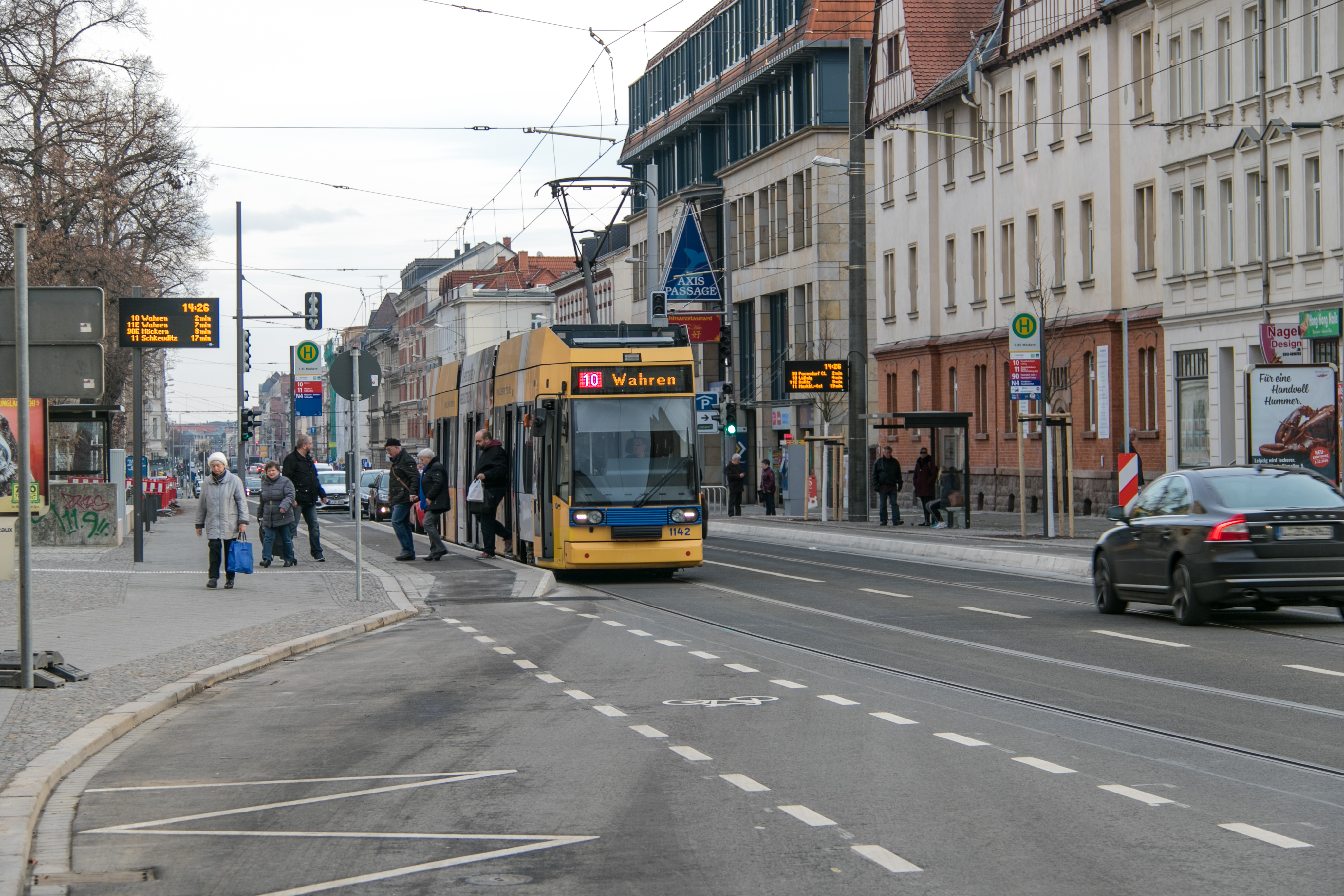
Umgestaltete Straßenbahnhaltestelle am S-Bahnhof Möckern
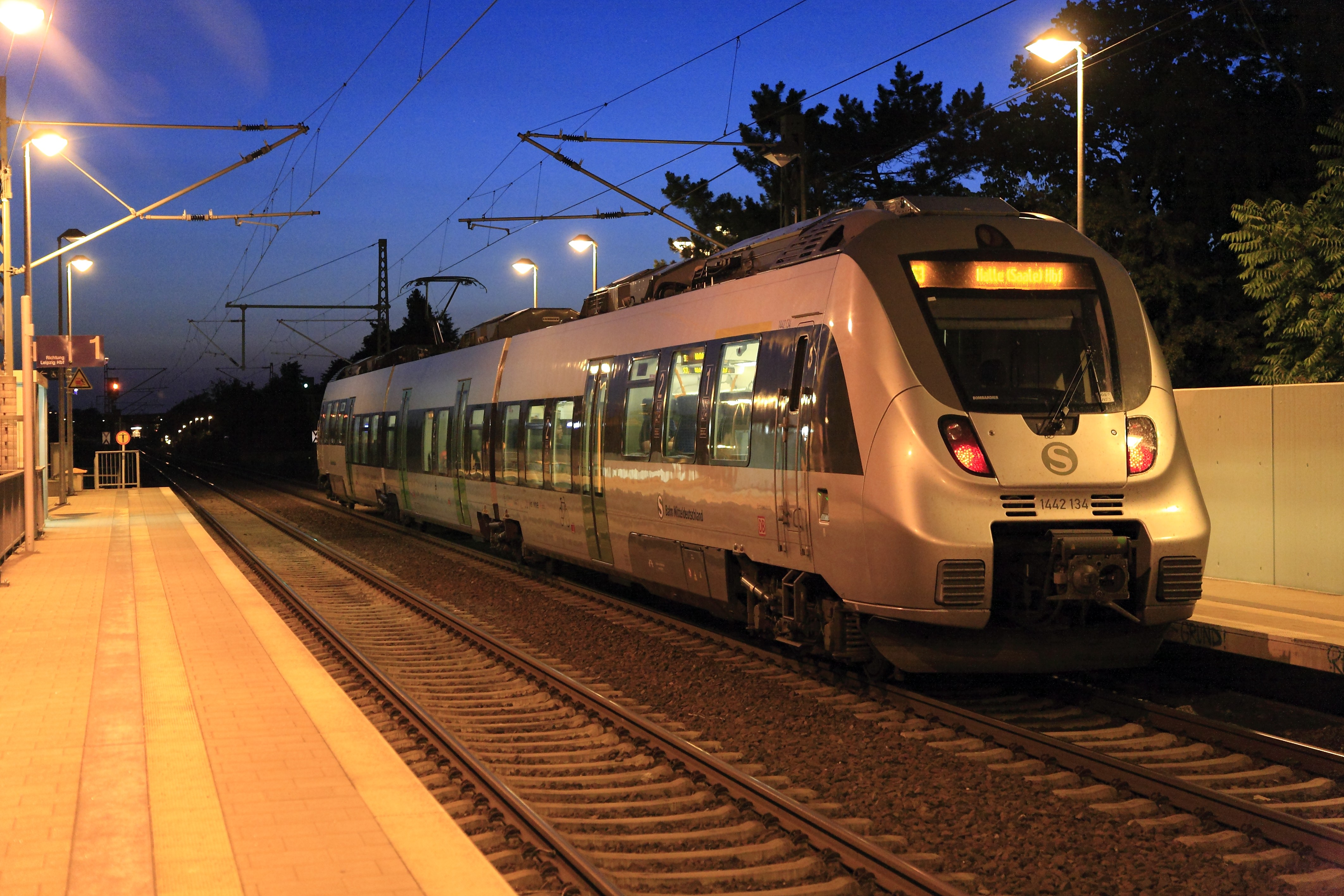
S-Bahn-Haltepunkt Slevogtstraße

### Bildung
In Möckern gibt es acht Kindertagesstätten und folgende allgemeinbildende Schulen:
- 39. Schule – Grundschule
- Wilhelm-Hauff-Schule (Grundschule)
- Schule Diderotstraße (Oberschule)
- Werner-Heisenberg-Schule (Gymnasium)

Im Stadtteil waren auch das Institut für Tierernährung der Universität Leipzig und die Sächsische Landesanstalt für Landwirtschaft angesiedelt, die beide auf die traditionsreiche Landwirtschaftliche Versuchsanstalt Möckern zurückgehen.

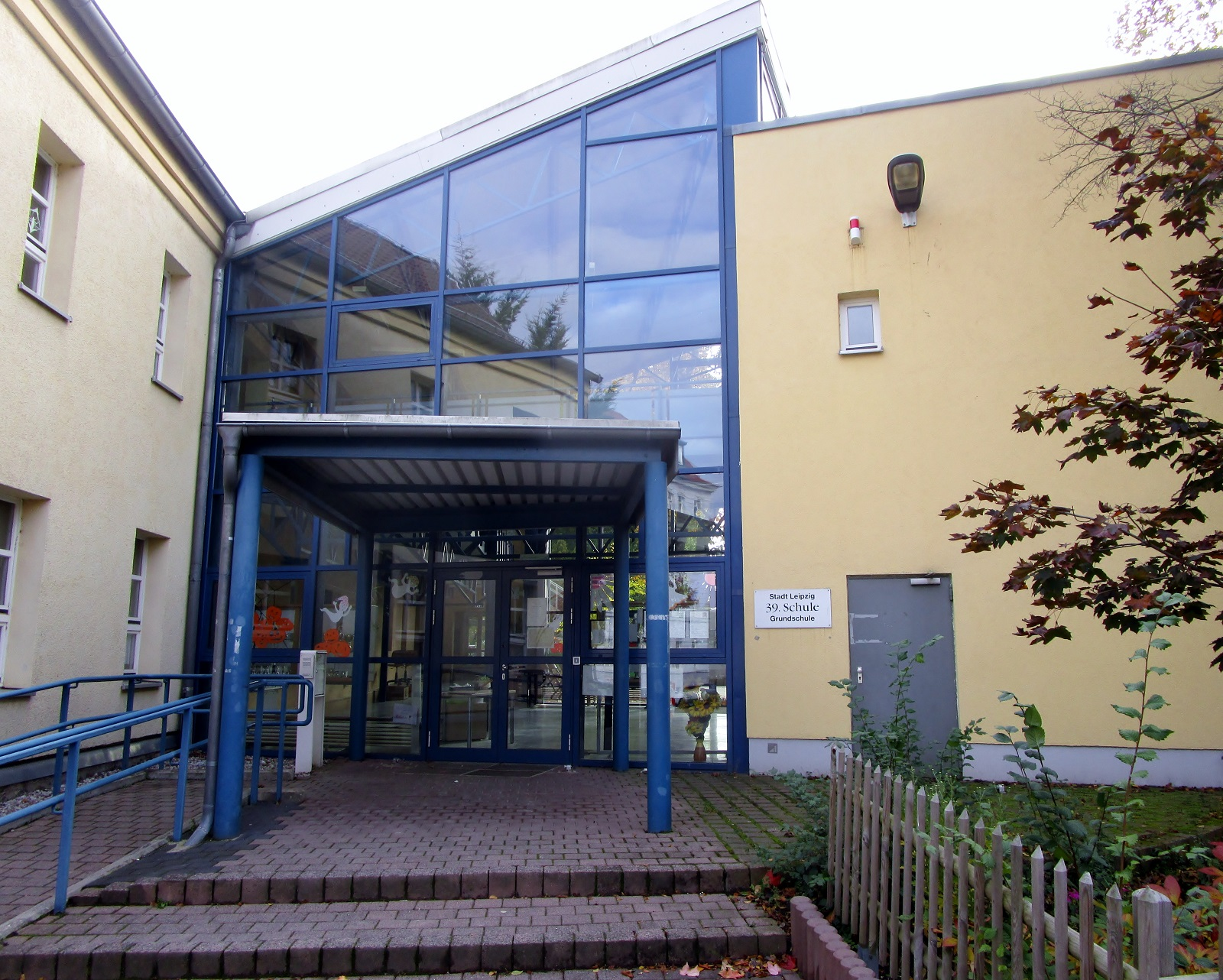
39. Schule (Grundschule)
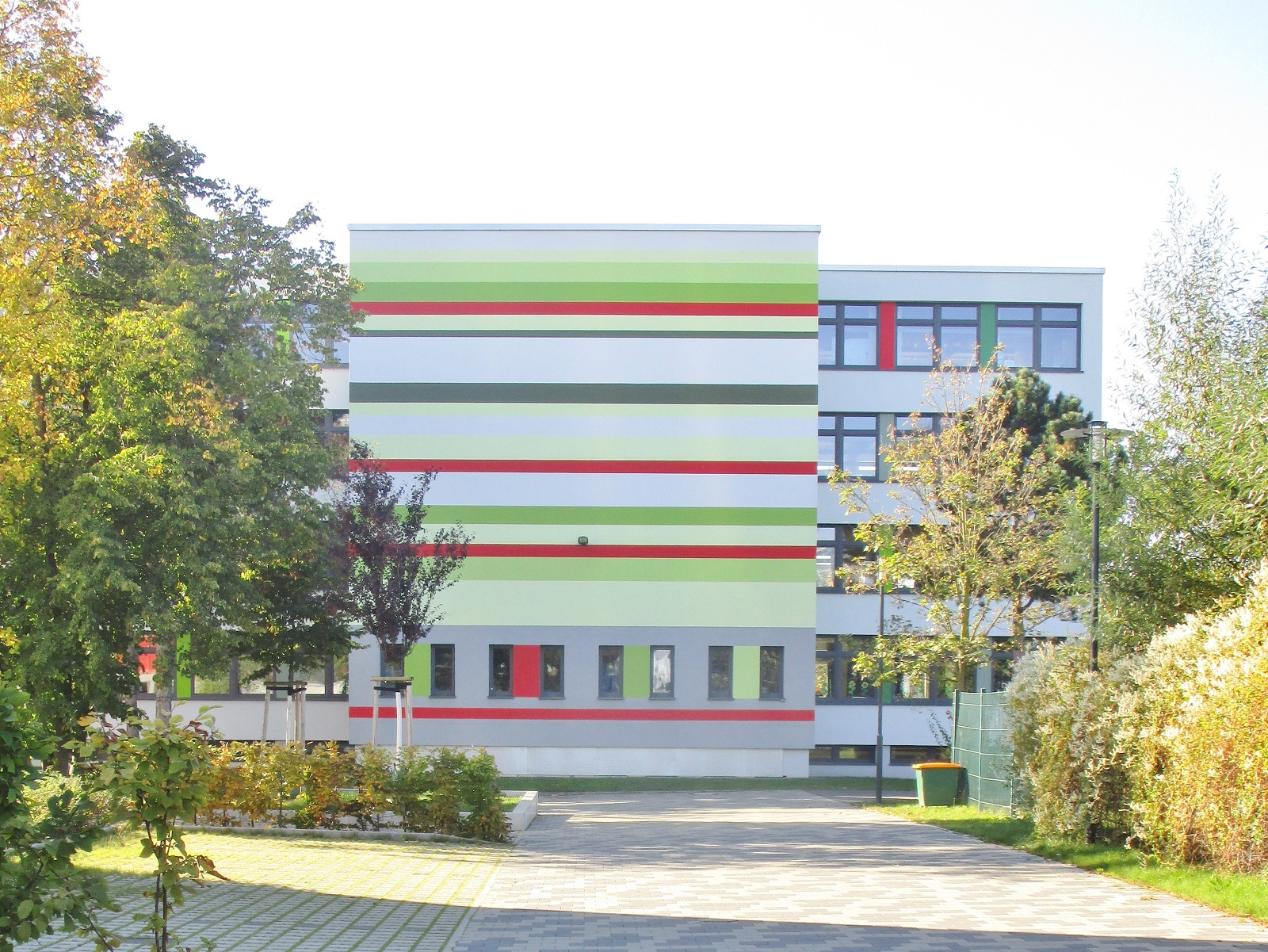
Wilhelm-Hauff-Schule (Grundschule)
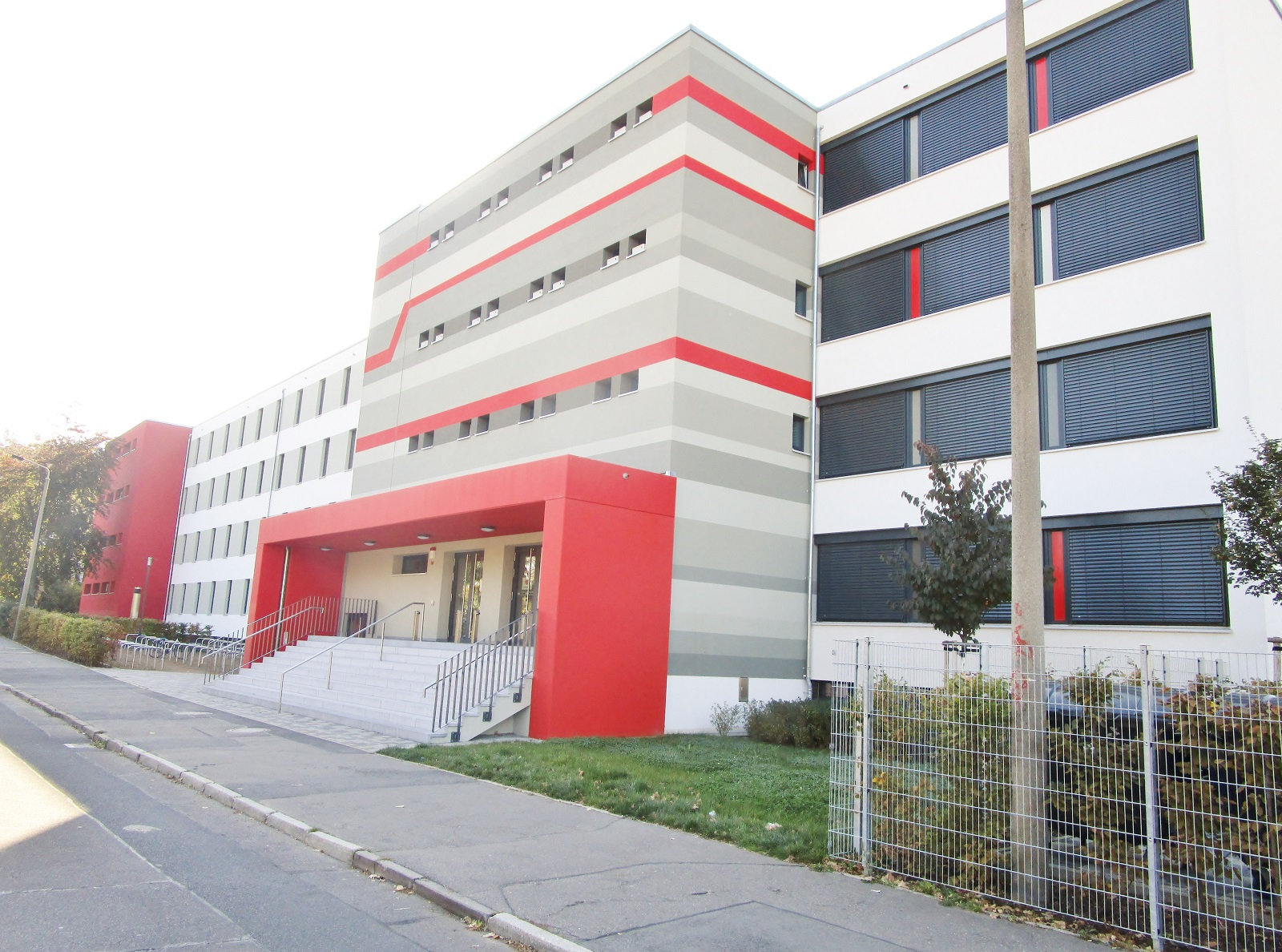
Oberschule Diderotstraße
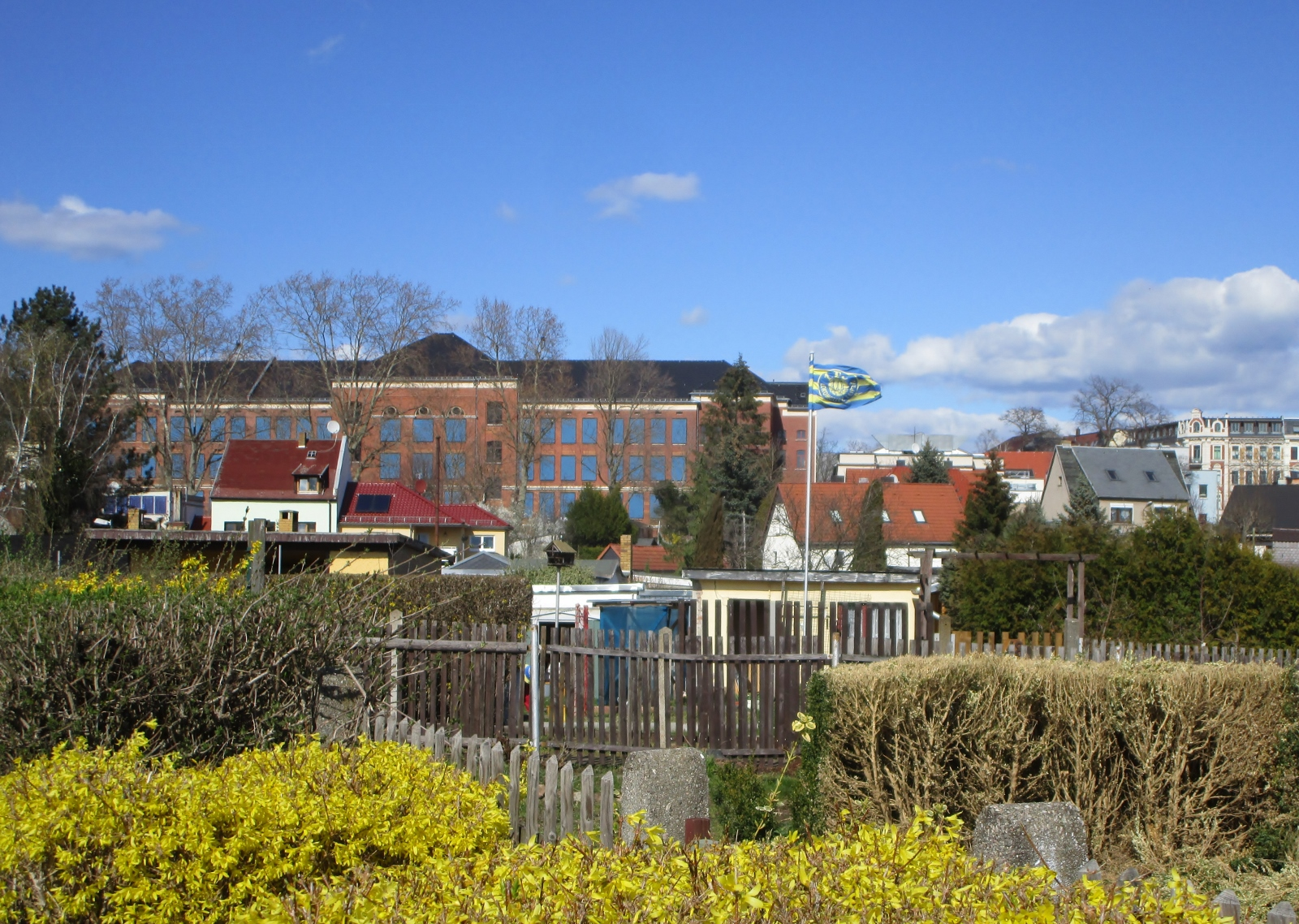
Werner-Heisenberg-Schule (Gymnasium)

### Sport
Am 29. September 1935 weihte der dreimalige Deutsche Feldhandball- und einmalige Rugbymeister MTSA Leipzig sein Vereinsstadion in Möckern ein. Es entstand auf dem Gelände zwischen der Herr- (jetzt Olbricht-) und der Landsberger Straße im Grenzbereich der Leipziger Stadtteile Möckern und Gohlis. Spätestens ab dem Jahr 1951 lässt sich die Nutzung des Geländes durch Vorwärts Leipzig belegen. Der Verein spielte zwei Spielzeiten in der DDR-Oberliga. Die höchste bekannte Zuschauerzahl wurde mit 35.000 Gästen am 30. Dezember 1951 beim Oberliga Match gegen die BSG Turbine Halle erreicht.

## Persönlichkeiten

### Söhne und Töchter von Möckern
- Georg Friedrich Louis Thomas (1838–1907), Mediziner
- Hermann Goldstein (1852–1909), Politiker (SPD)
- Hans Hofmann (1890–1979), Bibliothekar
- Sammi Fajarowicz (1908–1940), Schachspieler
- Helmut Schichtholz (1909–?), Geräteturner
- Wilhelm Schulze (1920–2002), Tiermediziner
- Fritz Decho (1932–2002), Schauspieler

### Mit Möckern verbundene Persönlichkeiten
- Johann Heinrich Mylius der Ältere (1659–1722), Rittergutsbesitzer in Möckern
- Eduard Wilhelm Güntz (1800–1880), Arzt und Psychiater, Gründer einer privaten Heil- und Pflegeanstalt für Irre in Möckern
- Theodor Reuning (1807–1876), Landwirtschaftsbeamter, beteiligt an der Gründung der Landwirtschaftlichen Versuchsstation Möckern
- Karl Ferdinand Kern (1814–1868), Heilpädagoge, Leiter der Bildungsanstalt für Schwachsinnige in Möckern
- Louis Thomas (Pädagoge) (1815–1878), Lehrer in Möckern
- Wilhelm Knop (1817–1891), Agrikulturchemiker, Leiter der wissenschaftlichen Abteilung der Landwirtschaftlichen Versuchsstation Möckern
- Gustav Kühn (Agronom) (1840–1892), Agrikulturchemiker, Leiter der Landwirtschaftlichen Versuchsstation Möckern
- Bruno Plache (1908–1949), Arbeitersportler, lebte in Möckern
- Karl Heinz Mai (1920–1964), Fotograf, lebte in Möckern
- Christoph Wonneberger (* 1944), Pfarrer in Möckern
- Michael Weichert (* 1953), Politiker (Bündnis 90/Die Grünen), Gründer des Bürgervereins Möckern-Wahren

## Trivia
- In Möckern beginnt der Roman Le Juif errant (Der ewige Jude) von Eugène Sue (1804–1857).
- „Von allen Rittergütern in Leipzigs Umgebung hat wohl keines eine reizendere Lage als Möckern. Weit umschlossen von herrlichen Wiesen und dunklen Eichenwaldungen erhebt sich das reizende Herrenhaus des Gutes hart am Ufer der Elster, die ihre munteren Wellen der nahen Vereinigung mit dem Gewässer der Pleisse entgegenführt“… so beginnt der Abschnitt Möckern in: Rittergüter und Schlösser im Königreiche Sachsen aus dem Jahre 1860.[21]